# Église Saint-Sauveur de La Rochelle
Pour les articles homonymes, voir Église Saint-Sauveur et Saint-Sauveur.
 (Mars 2025).
L'église Saint-Sauveur (autrefois Sainte-Madeleine) est une église de style Louis XIII reconstruite à la fin du XVIIe siècle sur une église primitive du XIIe siècle dans la ville de La Rochelle. Située quai Maubec, en retrait et à proximité du Vieux-Port, elle est placée sous l'invocation du saint Sauveur (Jésus-Christ).
De 1995 à 2008, l’église a été entièrement rénovée.

## Historique

### Fondation de l'église
La première église fut bâtie en 1152 par les moines de l'Île d'Aix, grâce à un bref du pape Eugène III. Sa construction suit celle de l'ancienne église Saint-Barthélémy. Placée à l’origine sous le vocable de sainte Madeleine, elle est érigée en paroisse par l'évêque de Saintes, Ponce de Pons, en 1217.

### L'église gothique flamboyant
Un vimaire de feu l'a détruite en 1419. La reconstruction est achevée en 1492 par la construction du porche. L’église rebâtie est de style gothique flamboyant.

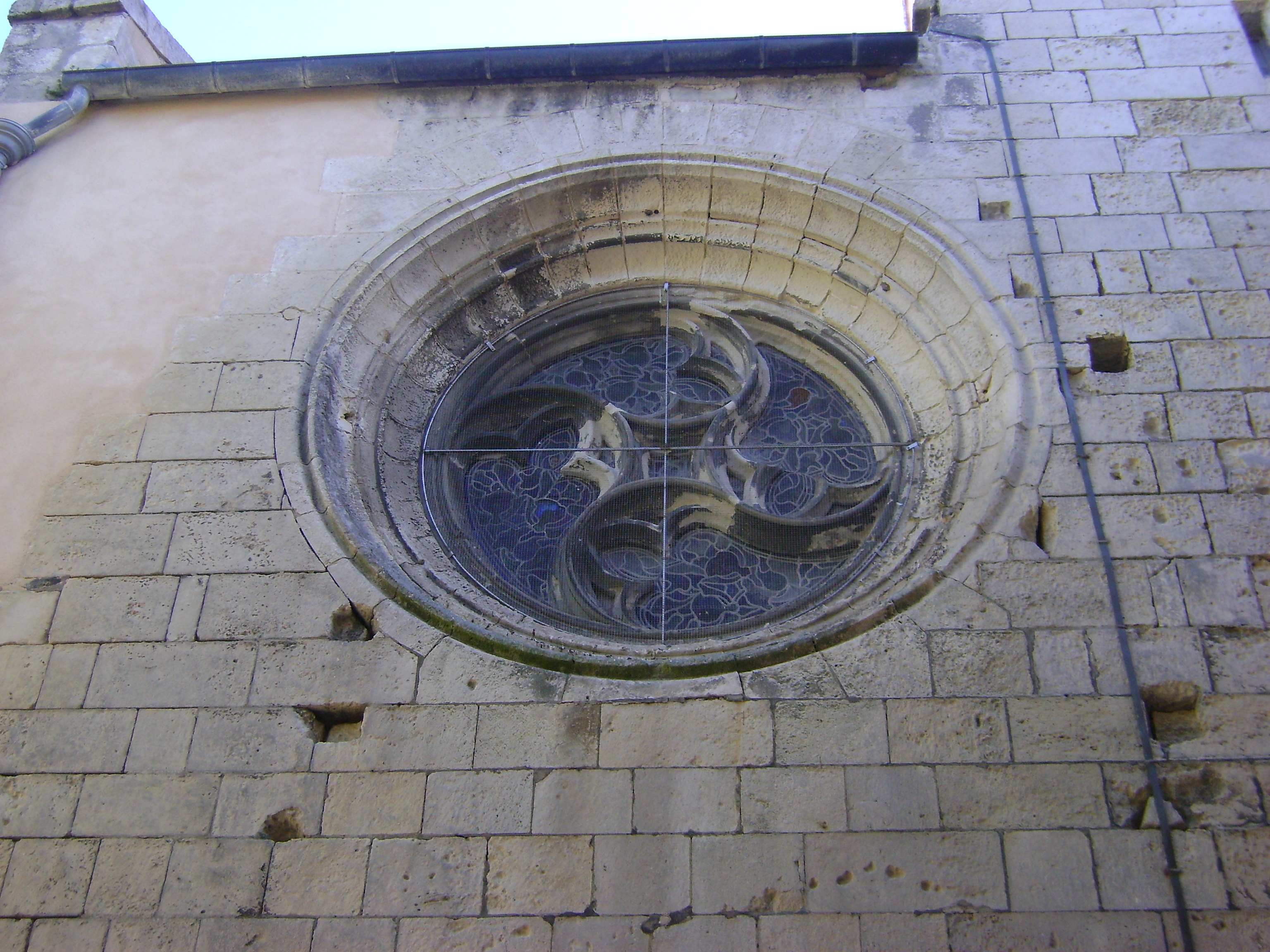
Rosace de style gothique flamboyant, vestige de la deuxième église

On mit en œuvre pour la rebâtir tout ce que l’art gothique comportait de richesse architecturale à cette époque. « Elle était fort belle — dit Amos Barbot — et entièrement couverte en plomb. » À l’intérieur, on trouvait une « Mise au tombeau » due au célèbre sculpteur Michel Colombe, dont les personnages étaient coloriés (début du XVIe siècle).

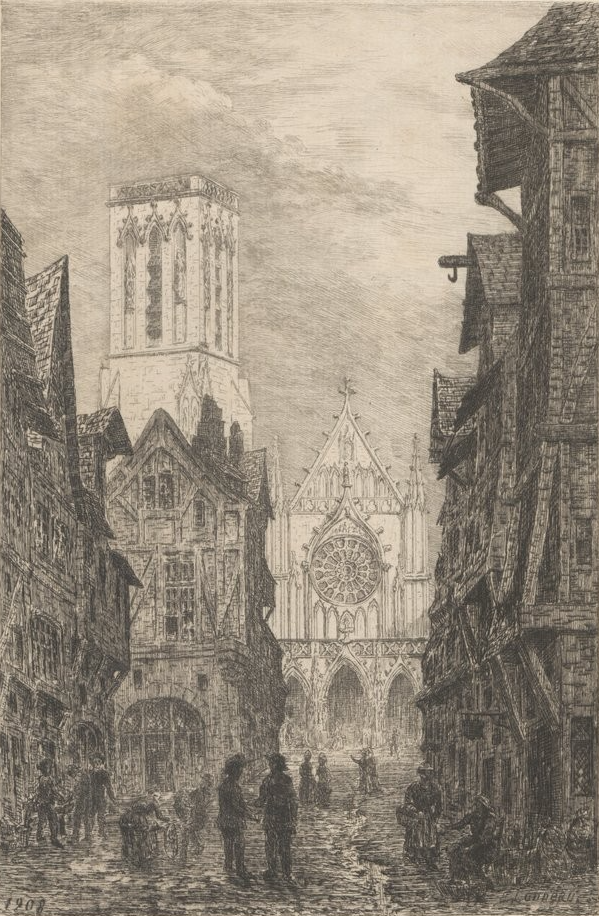
Église gothique de Saint-Sauveur, vue de la rue de la Poterie, selon Émile Couneau dans La Rochelle disparue, 1904.

Louis XII prit sous sa protection les biens de l'église et de la fabrique par lettre patente du 19 février 1500. Il déclare l'église de fondation royale, et en s'institue : « Chef et maystre de la confrairie du corps de Christ et de Saint-Marsault, desservie dans ladite église ». Titre qu'avaient déjà porté avant lui Louis XI et Charles VIII.

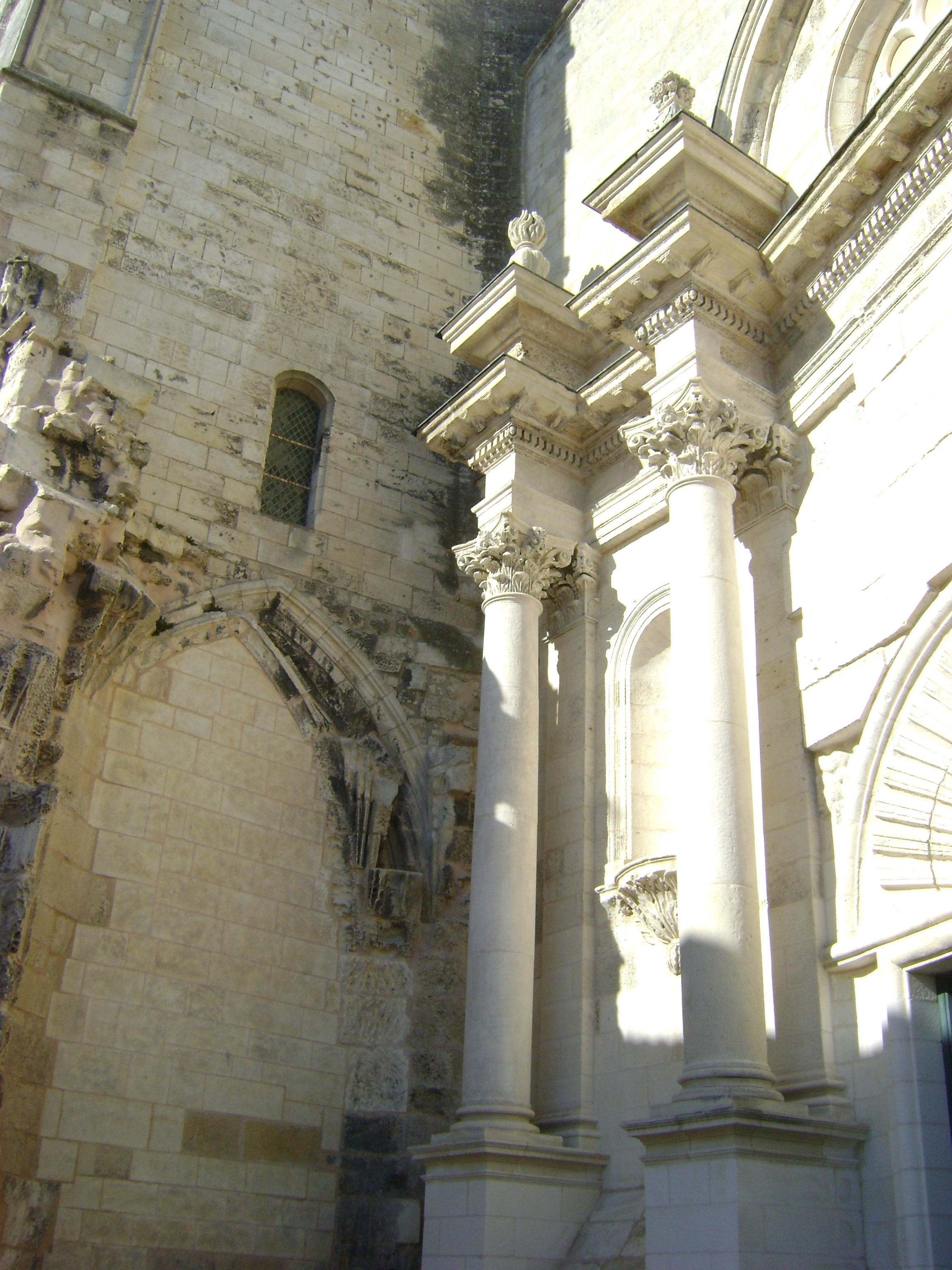
Vestiges et amorces visibles depuis le clocher de l'ancien portail

Dans les premiers temps de la réforme, aux périodes de plus grandes tolérances, les ministres des deux cultes s’entendirent pour célébrer leurs offices à des heures différentes et se partageaient les frais de chandelle. Mais cette bonne entente ne durera pas, et le 9 janvier 1568, le maire François Pontard leva l'étendard de la révolte contre les papistes, emprisonna les prêtres et les opposants. Il laissa la populace se ruer dans les églises qui furent mises à sac, brûlées et dépossédées, au profit de la cause, de leurs biens les plus précieux.
Le 10 février, les habitants craignant de devoir subir un siège, mettent la ville en état de défense. Manquant de matériau pour les fortifications, on fit démolir la plupart des églises. Les débris de Saint-Sauveur furent utilisés pour la construction du Bastion du Gabut (Bastion situé sur la muraille qui reliait la tour Saint-Nicolas à la porte Saint-Nicolas).
De cette merveille de la ville, il ne reste plus aujourd'hui que le clocher et des fragments de portail. Le clocher fut conservé à des fins militaires, pour servir de tour d'observation, voire de plateforme pour canon. Le portail s'écroule dans la nuit du 1er février 1573.
L’emplacement même de l’église est vendu à Guillaume Gendreau, échevin. Au commencement du siècle suivant, les catholiques firent l'office quelque temps sous le clocher.

### Troisième et quatrième églises

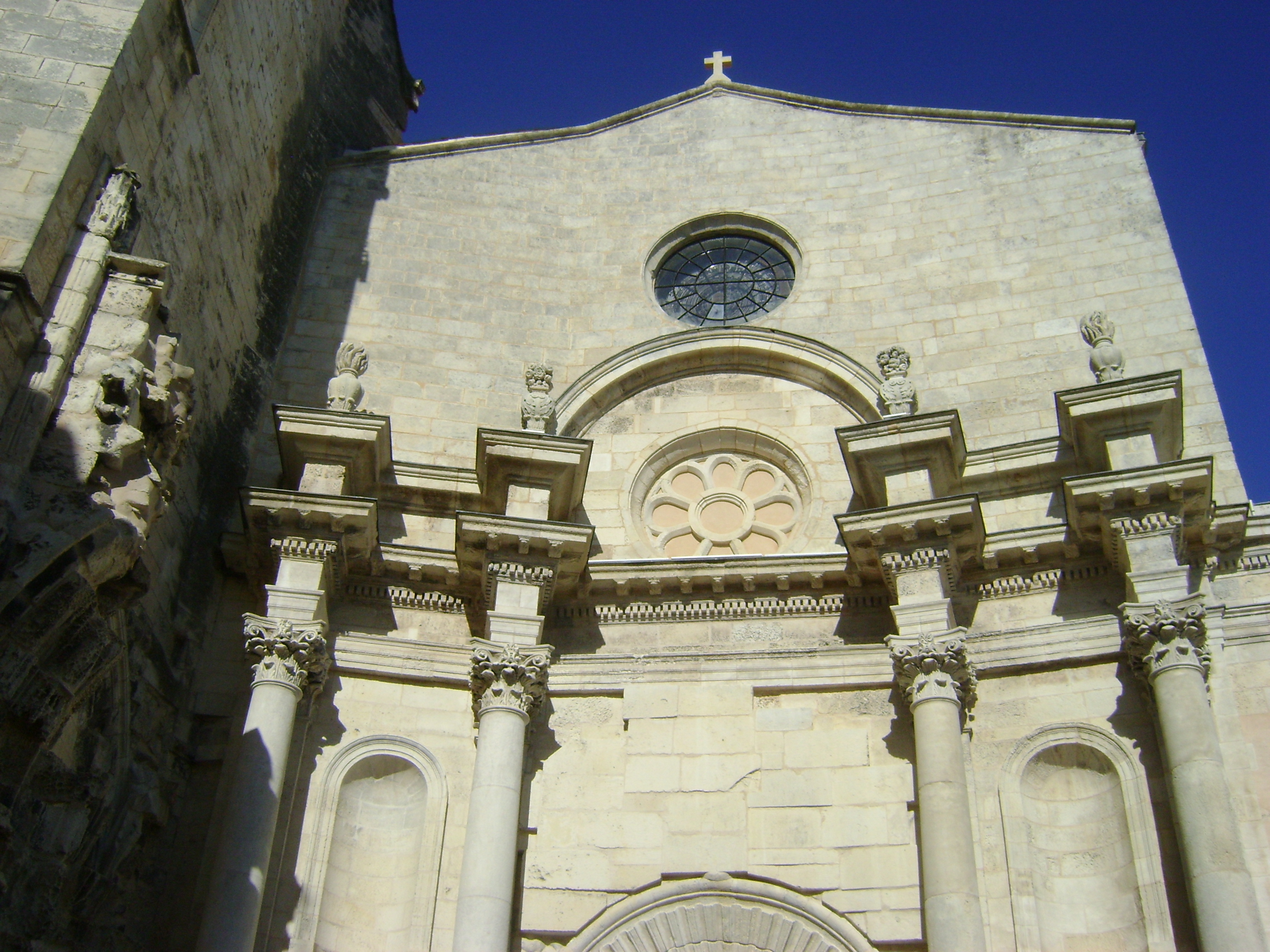
Portail de style corinthien, vestige de la troisième église.

Après la victoire de Louis XIII sur la ville, le culte catholique fut rétabli au 1er novembre et la Fabrique put récupérer son terrain.
En 1633, les paroissiens, manquant de ressources pour rebâtir leur église, obtinrent de l'évêque de Saintes l'autorisation de faire célébrer le service divin dans une chapelle aménagée dans le rez-de-chaussée du clocher.
De 1652 à 1679, on reconstruisit Saint-Sauveur. Cette troisième église fut emportée par un incendie dans la nuit du 28 au 29 mai 1705. Le tabernacle, le sacrement et les autels furent tous consumés. L’incendie endommagea également le couvent des Récollets et la tour de Moureilles. De cette église, on conserve la façade d'entrée, réalisée en 1679.
On entreprit donc une quatrième église sur les vestiges de la précédente. Elle fut reconstruite de 1708 à 1718. La hauteur de la nef fut portée à 18 mètres, permettant de dépasser les maisons environnantes. Le 11 mars 1708, l’évêque de la Rochelle, Étienne de Champflour consacra le chœur et la première travée. Il fallut attendre 1718 pour la construction des deux autres travées de la nef. On en profita pour supprimer les vitraux du bas-côté donnant sur la ruelle et on déplaça l'œil de bœuf situé en façade, en fermant l'ancien avec de la pierre de taille. (À la suite de la rénovation de l'église, il a été rétabli). Le 28 juillet 1720 eut lieu la bénédiction des cloches.
Pendant la période révolutionnaire, on y bénit, le 20 août 1790, le drapeau de la Compagnie Franche des Chasseurs Rochelais. Fermée en 1792, l'église servit de magasin aux vivres pour la marine. Elle fut mise en vente en 1794, et, faute d’acquéreur, devint un entrepôt de la Marine. Elle fut rouverte au culte le 17 septembre 1802.

### Une église en péril

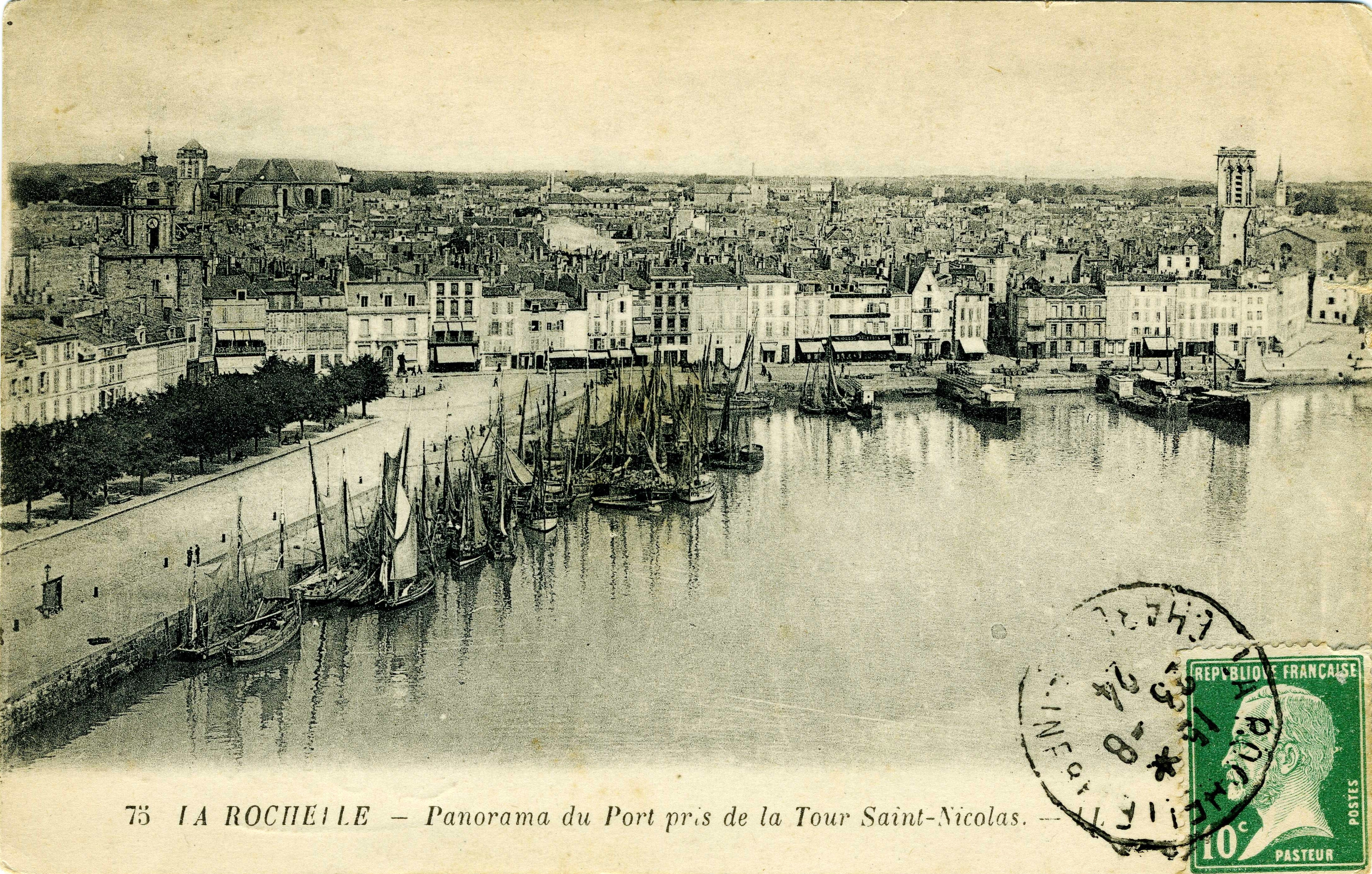
Vue générale du port, pris avant la démolition de la dernière maison attenant à l'église.

De 1848 à 1888, de multiples travaux de consolidation se succédèrent sur les voûtes, la charpente, la toiture et même au niveau des fondations pour stopper les mouvements des murs.
Entre 1881 et 1884, on démolit les dernières maisons particulières enclavées entre les contreforts de l'église, permettant l'agrandissement du canal Maubec. Bien que débarrassé de ces maisons particulières, l'édifice ne s'en trouva pas pour autant grandi. Ainsi, Émile Couneau écrit dans la Rochelle disparue : "Mais quelque effort qu’on ait pu faire, soit en dissimulant sous la verdure la nudité des grands murs de cette construction, soit en reconstituant une des tours de l’ancienne porte Maubec attachée à ses flancs, on n’arrivera jamais à atténuer la pauvreté de ses lignes et à lui donner un aspect monumental."
De 1887 à 1900, on restaure et réaménage l’intérieur de l’église.
En 1888, constatant qu'en plusieurs endroits les voûtes et les murs de l'édifice se trouvaient dans un mauvais état, on entreprend en urgence la reconstruction d'un arc-doubleau et de ses voûtes. On procède également à la réouverture des baies du bas-côté sud.
En 1892, on procède à la reconstruction de la sacristie qui se situait dans ce qui restait de la première porte Maubec.
En 1905, la dernière maison accolée à l’église, habitée par un sabotier, est démolie, permettant l’allongement du bas-côté droit. L'espace permet de repousser les fonts baptismaux.

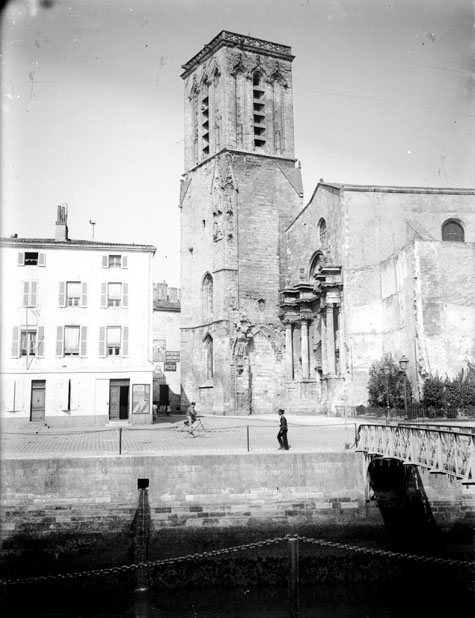
Église Saint-Sauveur à la suite de la démolition de la dernière maison attenante.

En 1965, on installe les fonts baptismaux avec une cuve en pierre dans la chapelle au rez-de-chaussée du clocher. L'ancien autel de la chapelle est alors transféré à sa place dans le bas-côté droit.
Un nouvel autel est installé dans l’avant-chœur en 1970.
L'église Saint-Sauveur a subi d’importants travaux depuis 1995, date à laquelle le festival de l'inattendu a dû être déprogrammé car les voûtes menaçaient de s'effondrer. Pour la petite histoire, le bedeau, gardien de l'église, a vu tomber une pierre à 2 mètres de lui. Depuis cette date, seuls le clocher et l'orgue n'ont pas subi de restauration.
On peut noter les travaux suivants : 
- la reconstruction des voûtes de la nef ;
- la réparation et le renforcement des voûtes de pierre du chœur et du transept ;
- le confortement des arcs des bas-côtés avec la mise en place de tirants en acier pour lier la structure et stopper les déplacements ;
- la mise en place d'une barrière étanche périphérique pour éviter les remontées d'eaux salées ;
- la réfection de la quasi-totalité des piliers, dont un qui menaçait de s’effondrer ;
- la changement des enduits intérieurs et extérieurs ;
- la réfection de la toiture ;
- la consolidation des arcs-boutants ;
- certains tableaux et le maître-autel ont été restaurés[5] ;
- la tribune de l'orgue, ses décorations et les vitraux[6] ont été restaurés.

Enfin, les travaux ont enchaîné avec la réfection du parvis d'entrée (devenant accessible au PMR) et la restauration en profondeur de la façade d'entrée. Enfin, le bâtiment abritant la sacristie est rénové et nettoyé.
Les travaux ont duré près de 13 ans avec un investissement global de la ville de près de 3 millions d'euros. L'église a officiellement rouvert le 6 et 7 décembre 2008.
Proche du Vieux-Port, l'église accueille, en plus des différents offices religieux, des concerts, des expositions et festivals tout au long de l'année,.

### Protection de l'édifice
Le clocher de l'église Saint-Sauveur est classé au titre des monuments historiques par arrêté du 13 avril 1907. La façade est inscrite au titre des monuments historiques par arrêté du 11 mai 1932. Le reste de l'église, y compris la sacristie, est inscrit au titre des monuments historiques par arrêté du 12 février 1990.

## Architecture

### Généralités

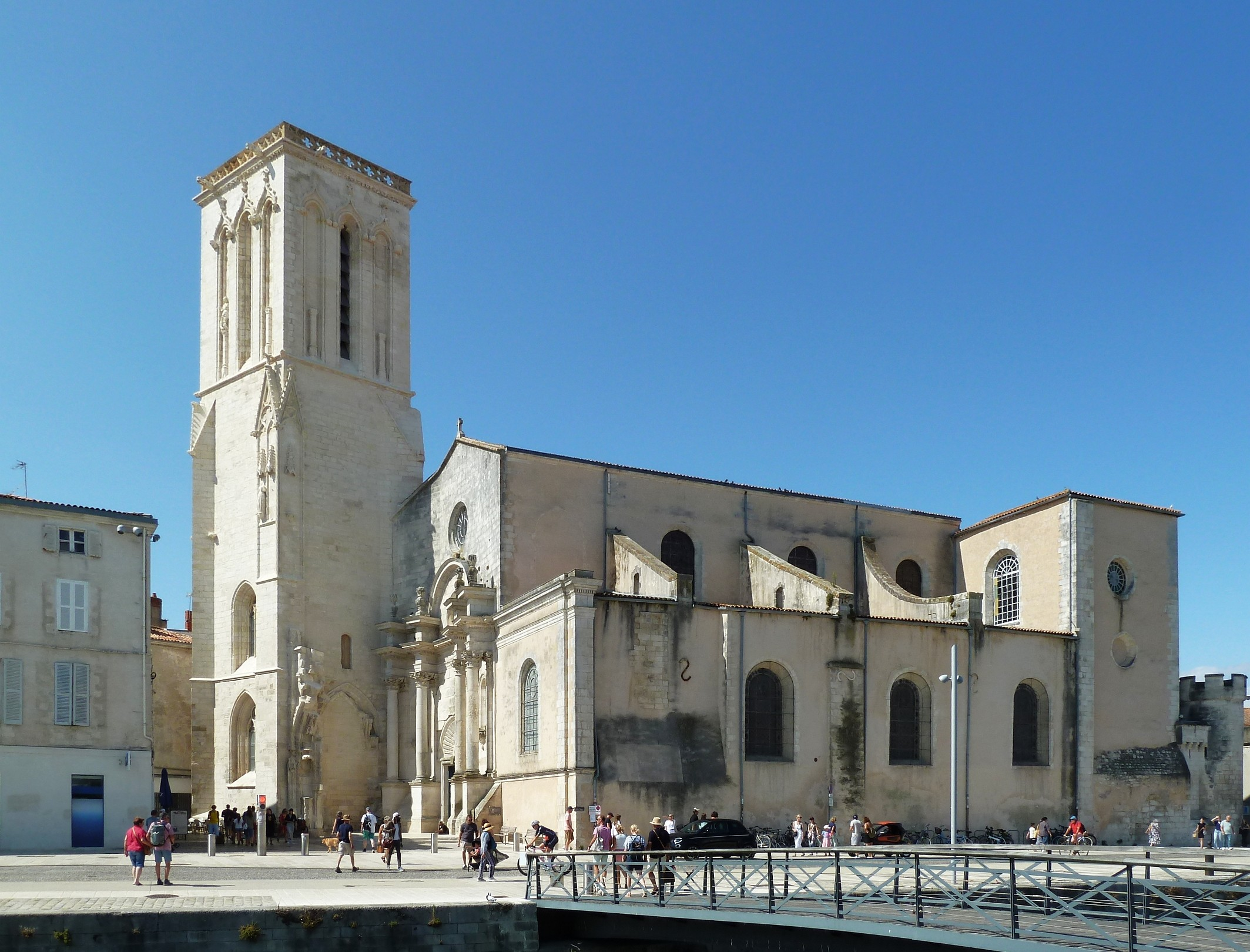
Vue générale de l'église.

L'église Saint-Sauveur est un bâtiment à trois nefs, transept saillant en élévation et chevet plat. La façade d'entrée date de 1679, est d'Ordre corinthien. Elle se compose de quatre colonnades avec base, chapiteau, entablement et corniche. Des niches avec cul de lampe et sculpture sont disposées entre deux colonnades. Elles devaient accueillir pour l'une la statue de Saint Pierre, pour l'autre celle de Saint Paul, il est possible que ces statues ne furent pas exécutées.
Le chœur et le transept sont voutés en croisée d'ogives de pierre de taille. Les collatéraux, de voûtes d'arêtes en briques. La première travée et la première du collatéral droit sont couvertes de voûtes d'arêtes en plâtre sur lattis réalisé XIXe siècle et début XXe siècle. La nef était voutée d'arêtes en deux épaisseurs croisées de brique plate, menaçant de s’effondrer, les voutes ont été entièrement refaites en lamellé-collé avec armature métallique et recouvert de plâtre projeté reprenant la forme des voûtes. Elles sont peintes de fausses pierres comme cela se faisait au XIXe siècle.

### Chœur

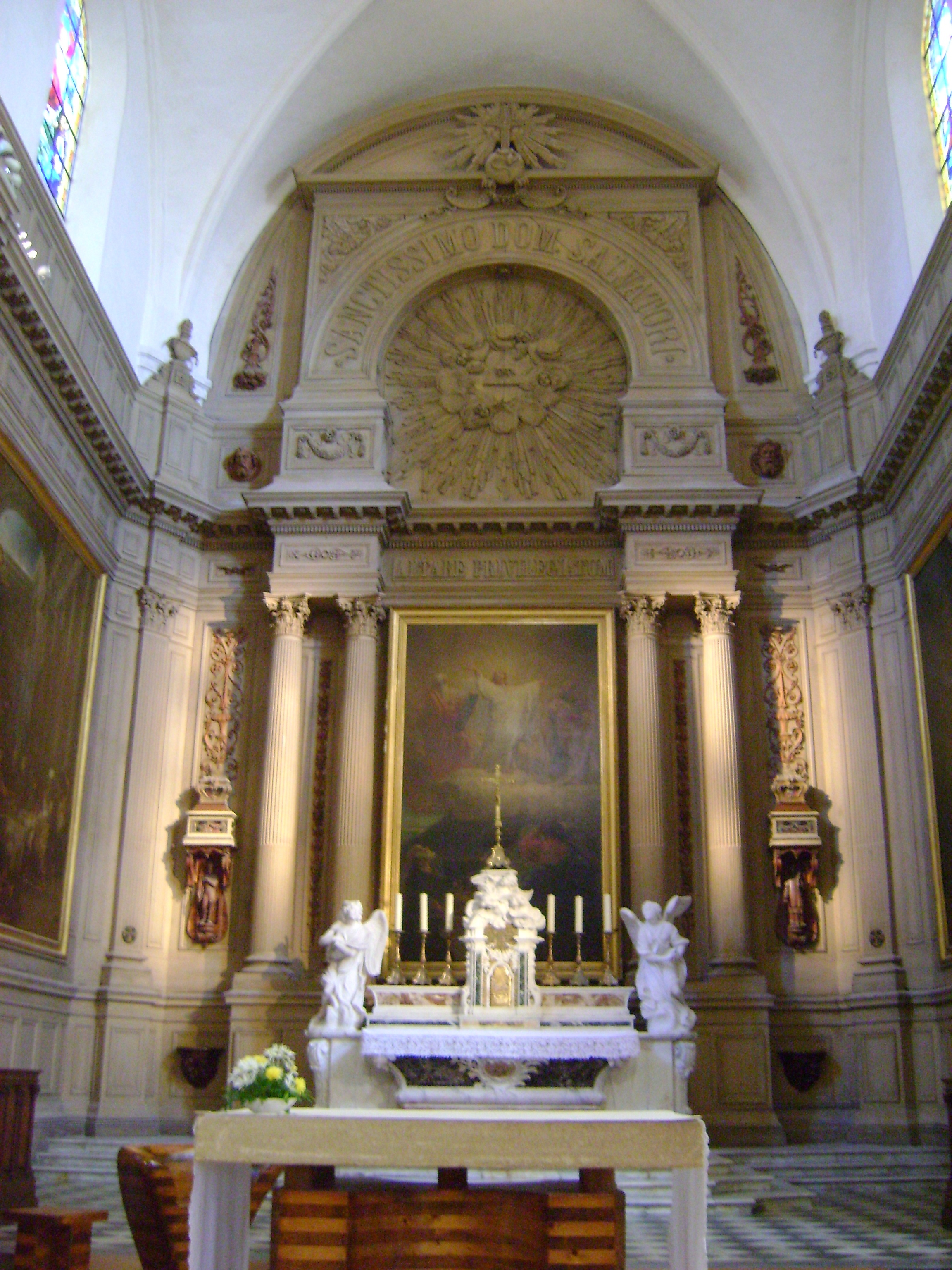
Vue du chœur de l'église. Au premier plan l'autel moderne, et dans le fond le maître-autel.

- Maître-autel en marbre de Carrare du sculpteur Finelli datant de 1774 encadré par deux anges adorateurs. Le tableau est classé au titre objet le 12 février 1981. « Les anges adorateurs », notice no IM17003869 ; « Maître-autel », notice no IM17003868
- La Transfiguration d'Emmanuel Genty, tableau daté de 1864. Le tableau est au-dessus du maître-autel. La toile est donnée par l’État à la suite d'une demande de l'évêque de La Rochelle pour l'église Saint-Sauveur. Le tableau est classé au titre objet le 12 février 1981. « La Transfiguration (chœur) », notice no IM17003856
- Le Repas chez Simon le Pharisien, tableau daté de 1702, de l’École de Jean Jouvenet ; il se situe sur l'une des parois latérales. Le tableau est classé au titre objet le 12 février 1981. « le Repas chez Simon le Pharisien », notice no IM17003866
- Le Baptême du Christ, tableau daté de 1765, de Nicolas-Guy Brenet sur la paroi opposée. Le tableau est classé au titre objet le 12 février 1981. « Le baptême du Christ », notice no IM17003853

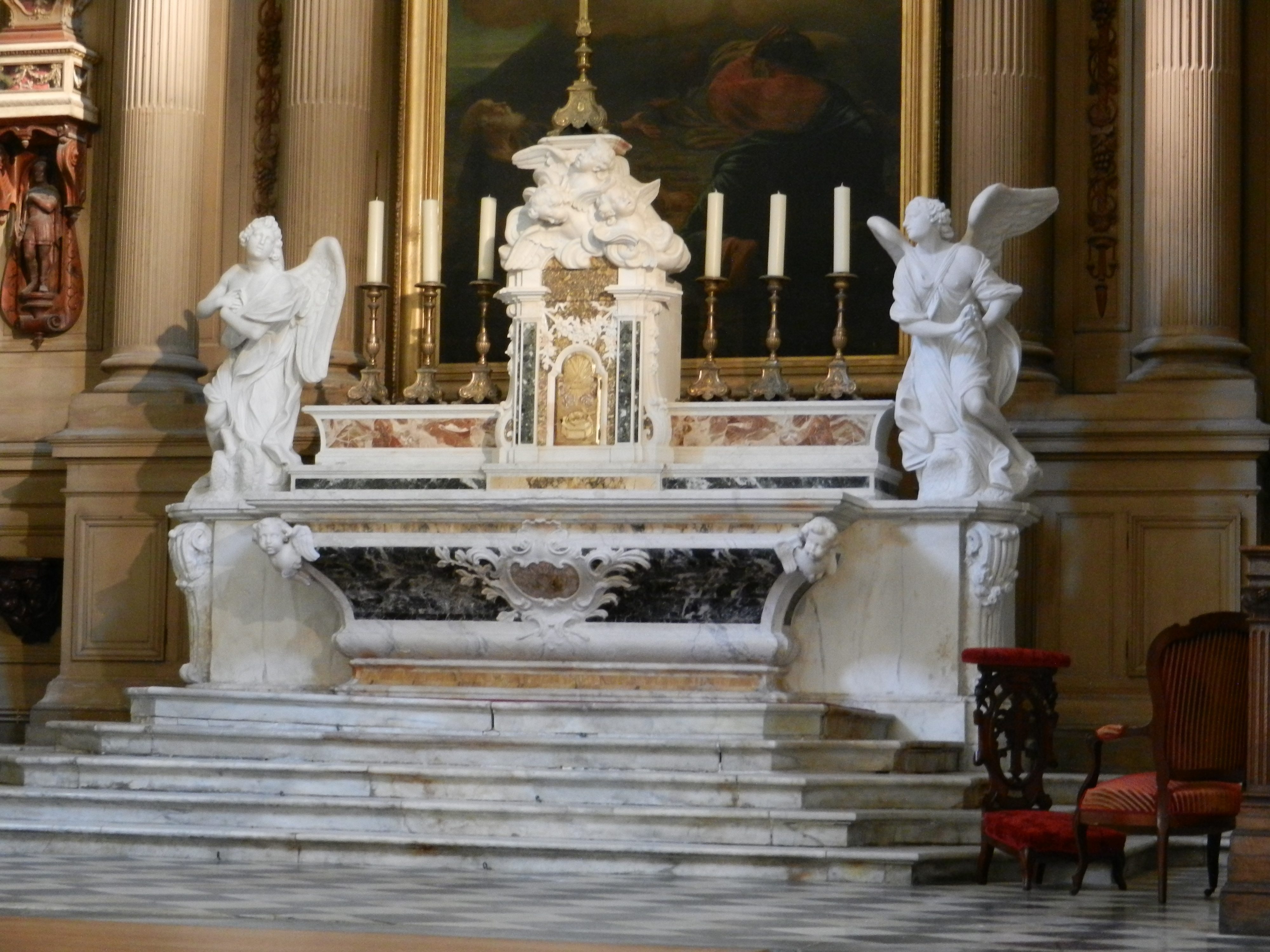
Vue du maître-autel.
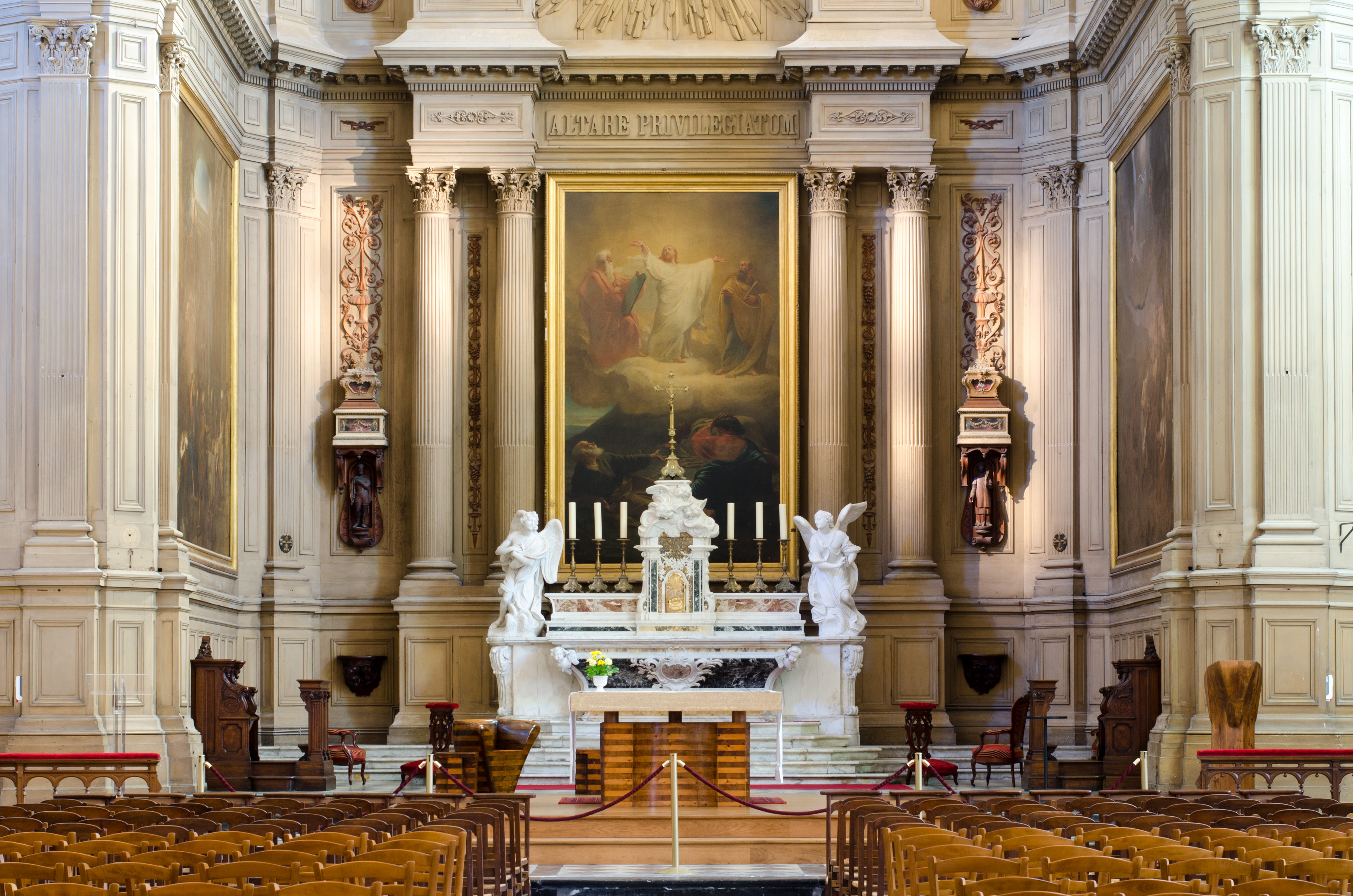
Le chœur de l'église.

### Chapelle de la Vierge - Transept droit

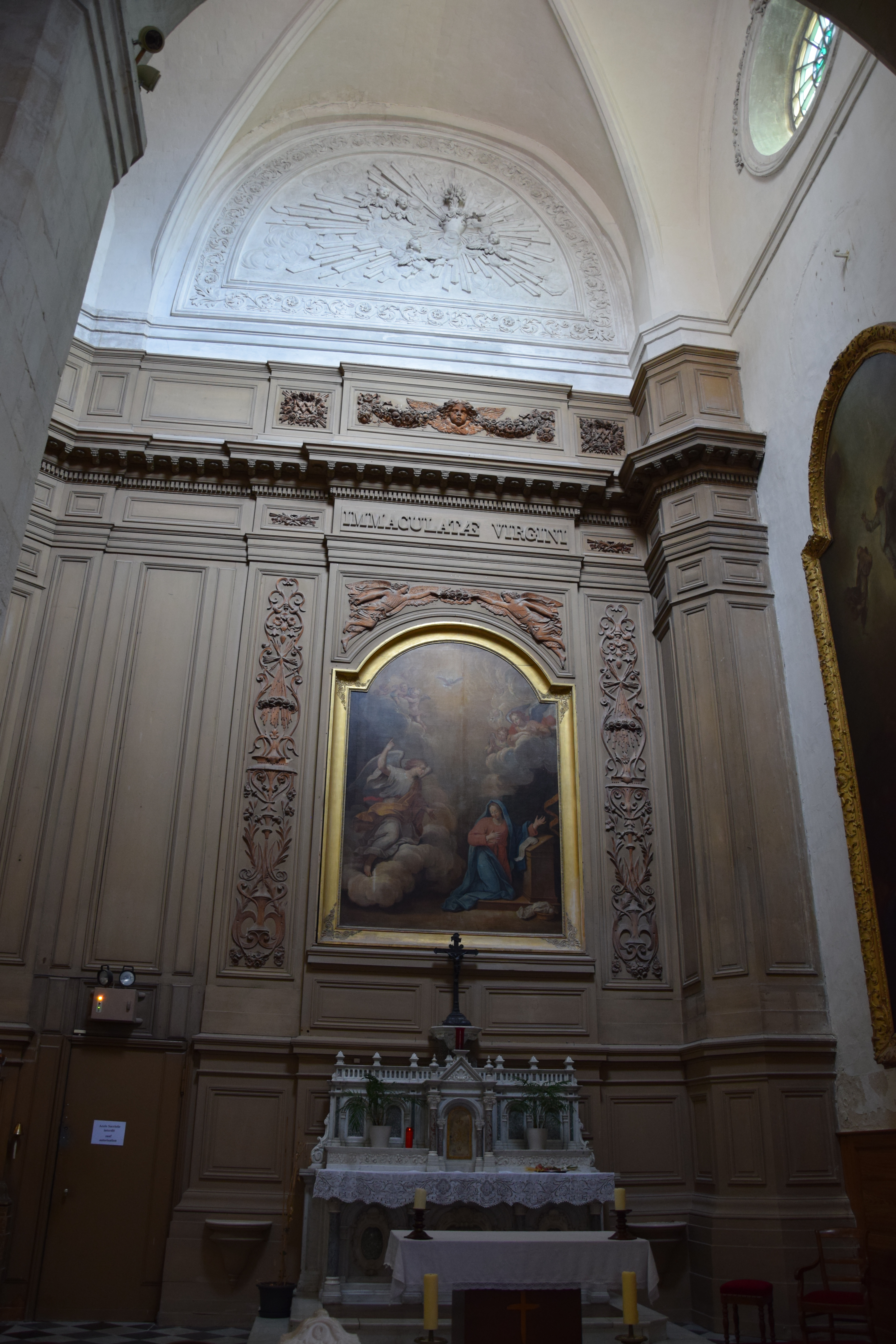
Chapelle de la Vierge.

- L’Annonciation d'Étienne Garot-Dubuisson datant de 1720. Le tableau est classé au titre objet le 12 février 1981. « L’Annonciation », notice no IM17003863
- Autel et tabernacle exécuté vers 1860. « Autel de la Vierge », notice no IM17003870
- La Transfiguration, copie d'un tableau de Raphaël conservé au Vatican. Il était à l'origine placé derrière le maître-autel et date de 1720. Le tableau est classé au titre objet le 8 juillet 1981. « La Transfiguration », notice no IM17003855

### Bas-côté droit
- Maternité de la Vierge ou Nativité du Christ de François Claude, dit Frère Luc, XVIIe siècle, école coloriste. Le tableau est classé au titre objet le 12 février 1981. « Nativité du Christ », notice no IM17003852

### Bas-côté gauche
- Le Cardinal de Bérulle présentant la règle de l'Oratoire au Christ en croix de Jean-Jacques Lagrenée, 1784. Toile provenant probablement du couvent des Oratoriens de La Rochelle fermé à la Révolution. Le tableau est classé au titre objet le 12 février 1981. « Le Cardinal de Bérulle au pied du Christ en croix », notice no IM17003857
- La Présentation au Temple XVIIIe siècle. La Vierge à genoux reçoit l'Enfant des mains du vieillard Siméon. À côté la prophétesse Anne à genoux et saint Joseph portant un couple de colombes. Le tableau est classé au titre objet le 12 février 1981. « La présentation au temple », notice no IM17003851

### Chapelle du Sacré-Cœur - Transept gauche

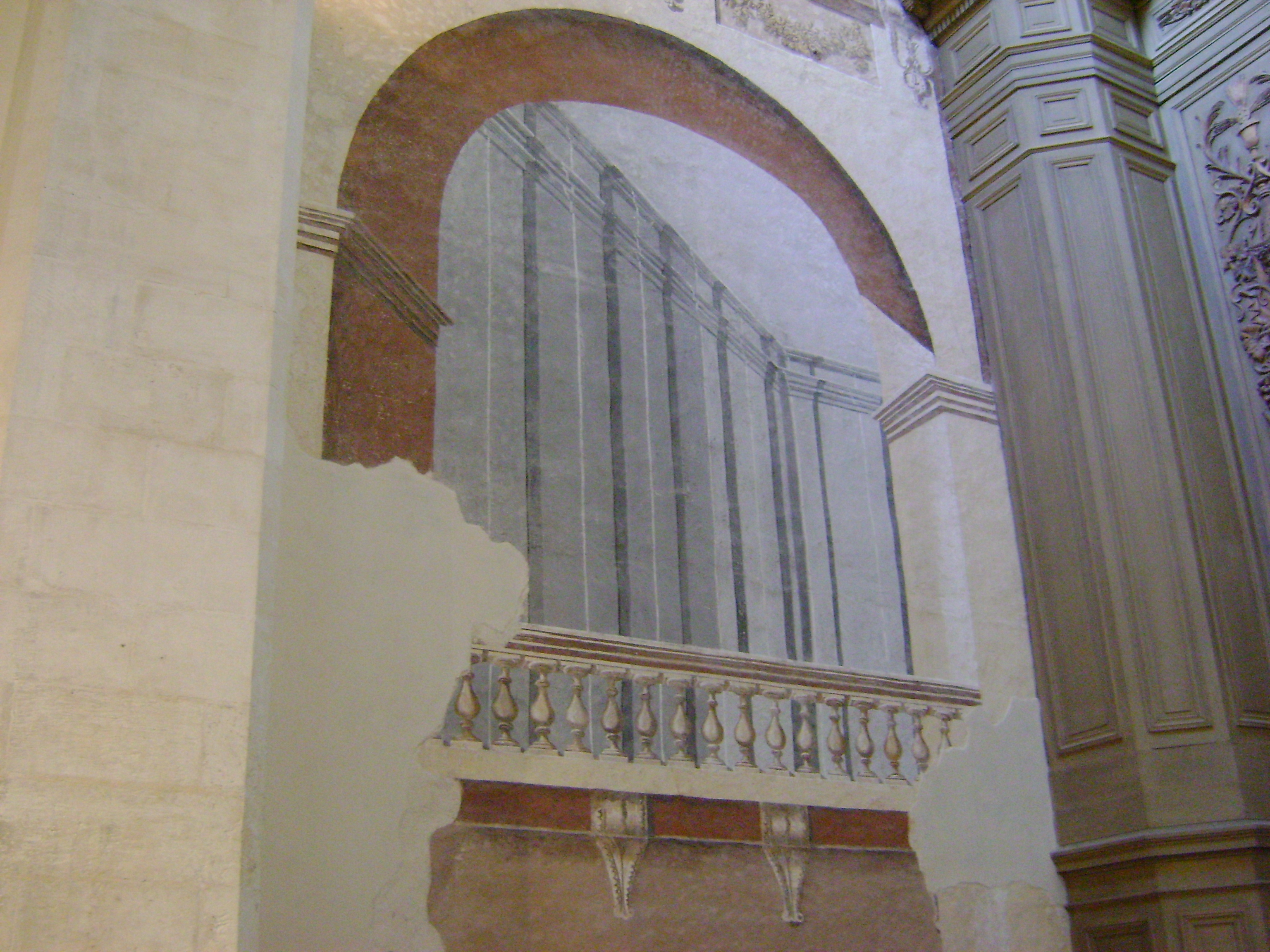
Peinture en trompe-l'œil découverte lors de la restauration de l'église.

- Décor peint en trompe-l'œil, XVIIIe siècle. Ce décor a été mis au jour lors de la rénovation de l'église. Il était recouvert par l'ancien enduit de plâtre.
- Le Sacré-Cœur ou Jésus montrant son Sacré-Cœur, tableau d'E. Genty, 1855. Le tableau est classé au titre objet le 5 juin 1980. « Jésus montrant son Sacré-Cœur », notice no IM17003865
- Autel et tabernacle exécuté vers 1860. « Autel du Sacré-Cœur », notice no IM17003870

## Quelques éléments caractéristiques

### Clocher

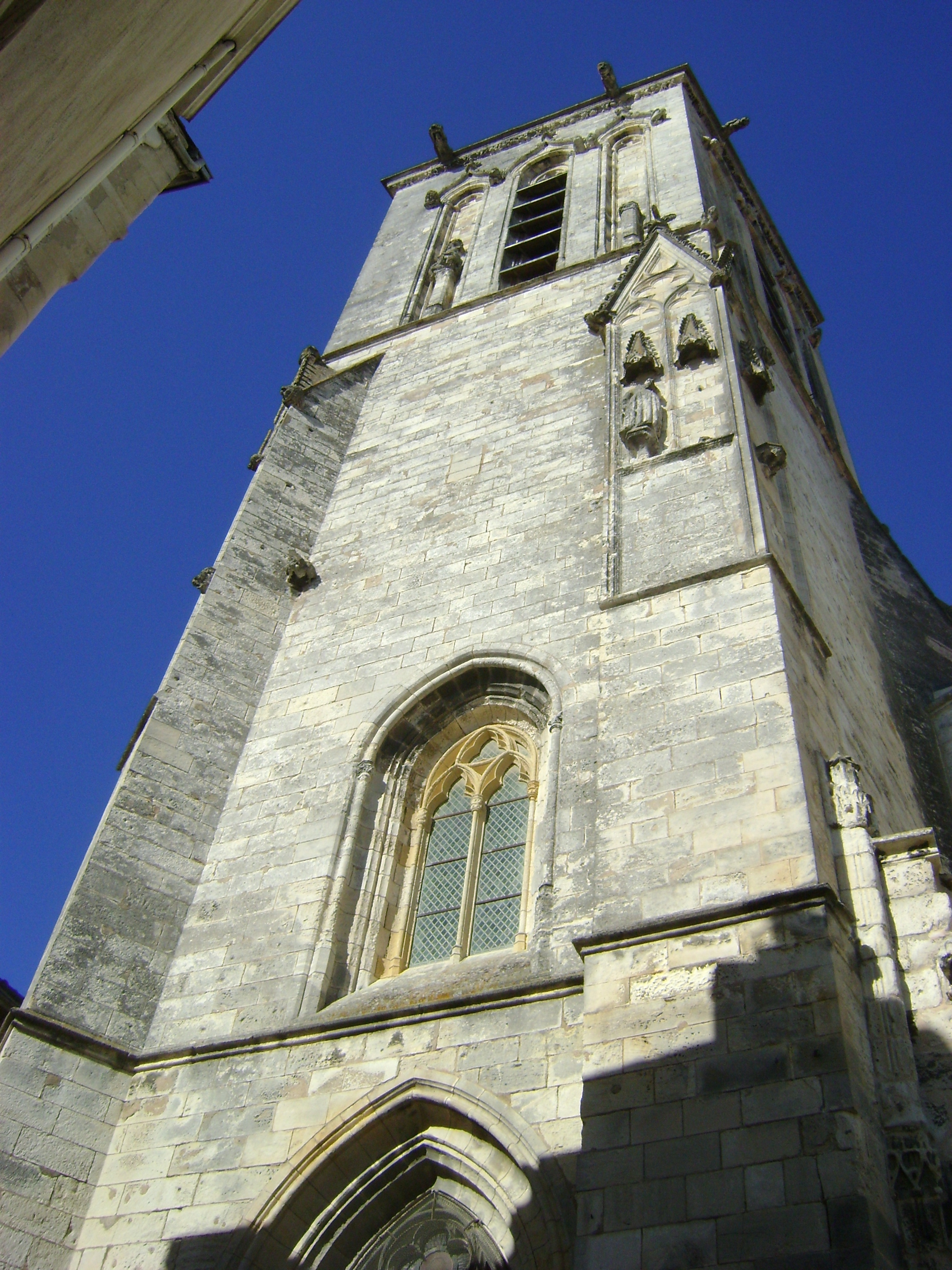
Clocher de l'église Saint-Sauveur.

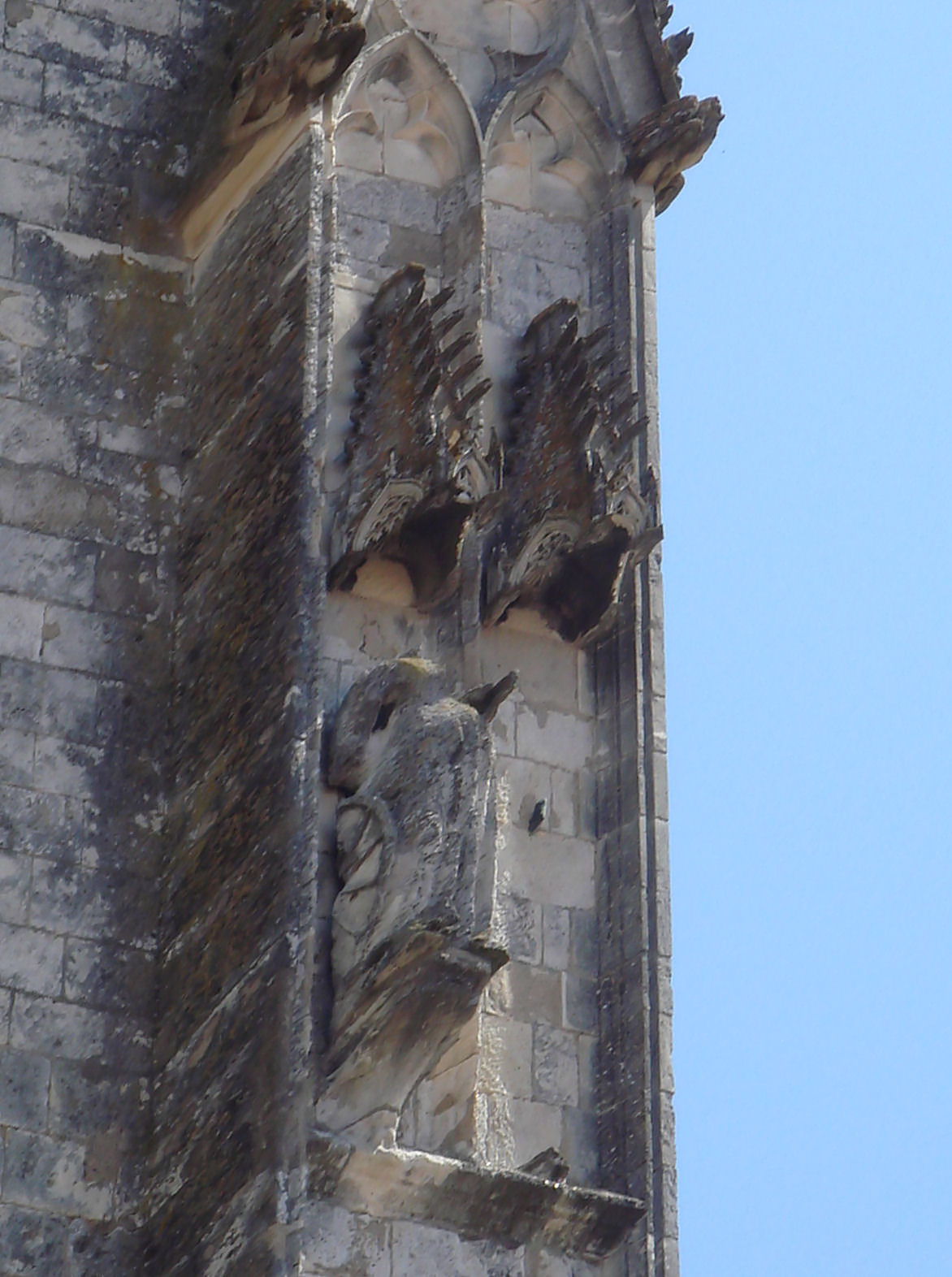
Détail du clocher.

#### Historique
Le clocher gothique semble avoir été élevé sur d'anciens soubassements datant du XIVe siècle, qui auraient résisté à l’incendie de 1419. Le reste du clocher daterait de la deuxième église (1423).
Pouvant être utilisé comme tour de guet et plateforme à canons, le clocher échappe à la destruction de 1568. Il conserve les traces des boulets et de la mitraille, reçus pendant le siège de 1573. Lors du siège de 1627-1628, il servit de tour de guet pour surveiller la chute des boulets incendiaires, envoyé par les assaillants.
En 1651, le gouverneur de La Rochelle, le comte du Daugnon a rejoint le parti de Condé pendant la Fronde. Le 8 octobre 1651, il fit supprimer les voûtes supérieures, les marches de l'escalier et le plancher du clocher pour empêcher que des batteries placées à son sommet puissent menacer les tours du port, où il s’était retranché.
En mai 1819, après avoir constaté le mauvais état du clocher jusqu’à compromettre la sûreté publique, la ville engagea des travaux de démolition de la toiture de la plateforme, seule la balustrade de pierre est conservée. À l’inverse, le clocher Saint-Barthélemy conserve encore la toiture d’ardoise de sa plateforme.

#### Description
Sa base forme un trapèze. Il culmine à une hauteur de 42 mètres soit le plus haut point de la vieille ville.
La tour est soutenue par quatre contreforts, terminés chacun par deux rampants très aigus, ornés de crochets. Celui de l’angle sud-est est agrémenté d’ogives à trèfles, couronnées au sommet d’un fleuron triangulaire ; les statues de saints dont il ne reste de l’une que la partie inférieure, reposaient sur des consoles et étaient abritées par des baldaquins finement sculptés.
La partie supérieure de la tour est décorée de fenêtres allongées. Trois fenêtres de forme allongée, dans un encadrement ogival, sont ornées de crochets à leurs sommets et terminés par un fleuron ; celle du milieu est seule ouverte, munie d’auvent pour laisser passer le son des cloches. De même qu’au clocher Saint-Barthélemy, dans les fenêtres aveuglées, se trouvent de grands piédestaux soutenant des statues qui portent trace de l’art Renaissance. Le clocher est voûté d'ogives au premier niveau et, au niveau supérieur, au dernier niveau le toit est constitué d'une coupole sur pendentifs en brique et pierre portant un toit polygonal et un chemin de ronde. Enfin, ce clocher est couronné par une jolie balustrade ajourée dont les nervures prismatiques présentent, sur chaque face, un dessin différent.
Le rez-de-chaussée du clocher est occupé par les fonts baptismaux où se trouvent les statues de sainte Anne et saint Yves. Le deuxième niveau est l'ancienne salle des gardes. Elle comporte comme au rez-de-chaussée une fenêtre gothique encadrée de fines colonnettes. Le troisième niveau est occupé par le beffroi et les cloches.
Après avoir monté les 206 marches de l'escalier à vis, de pierre et de bois, on accède à la plate-forme du clocher.
Près de l’escalier donnant accès au clocher, on peut découvrir un belle rosace de style gothique flamboyant qui, avec le clocher, sont les restes de l’église du XVIe siècle.

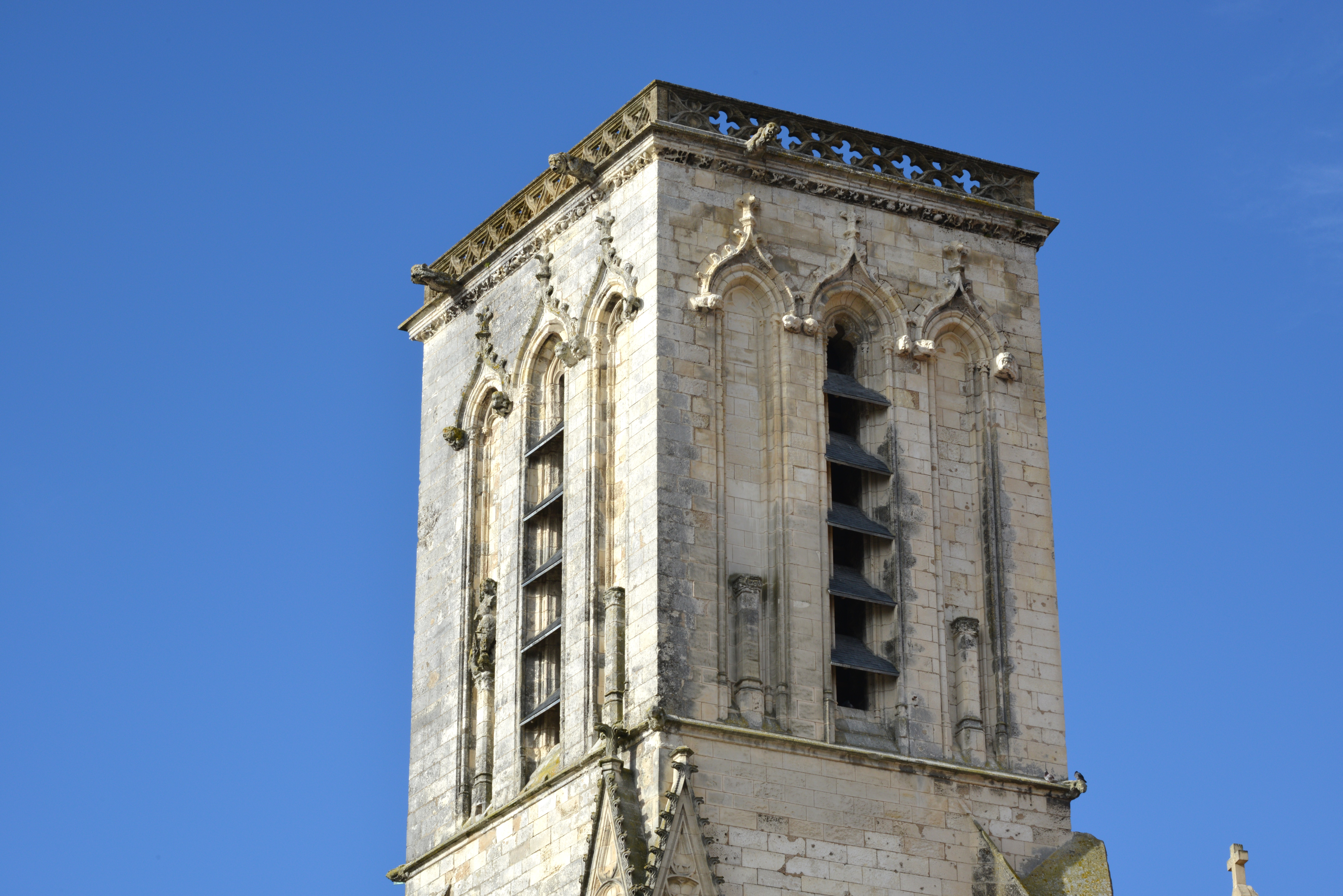
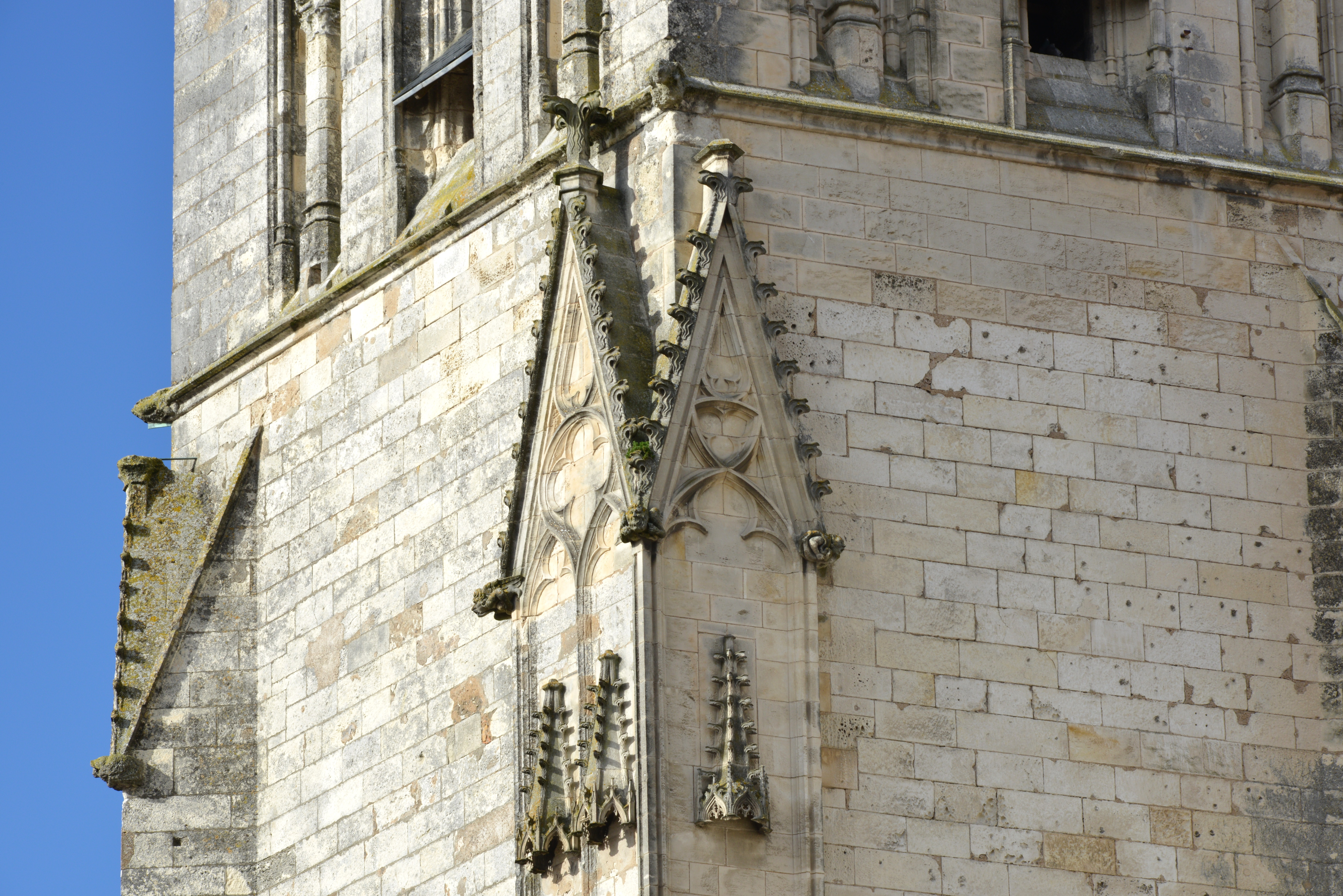
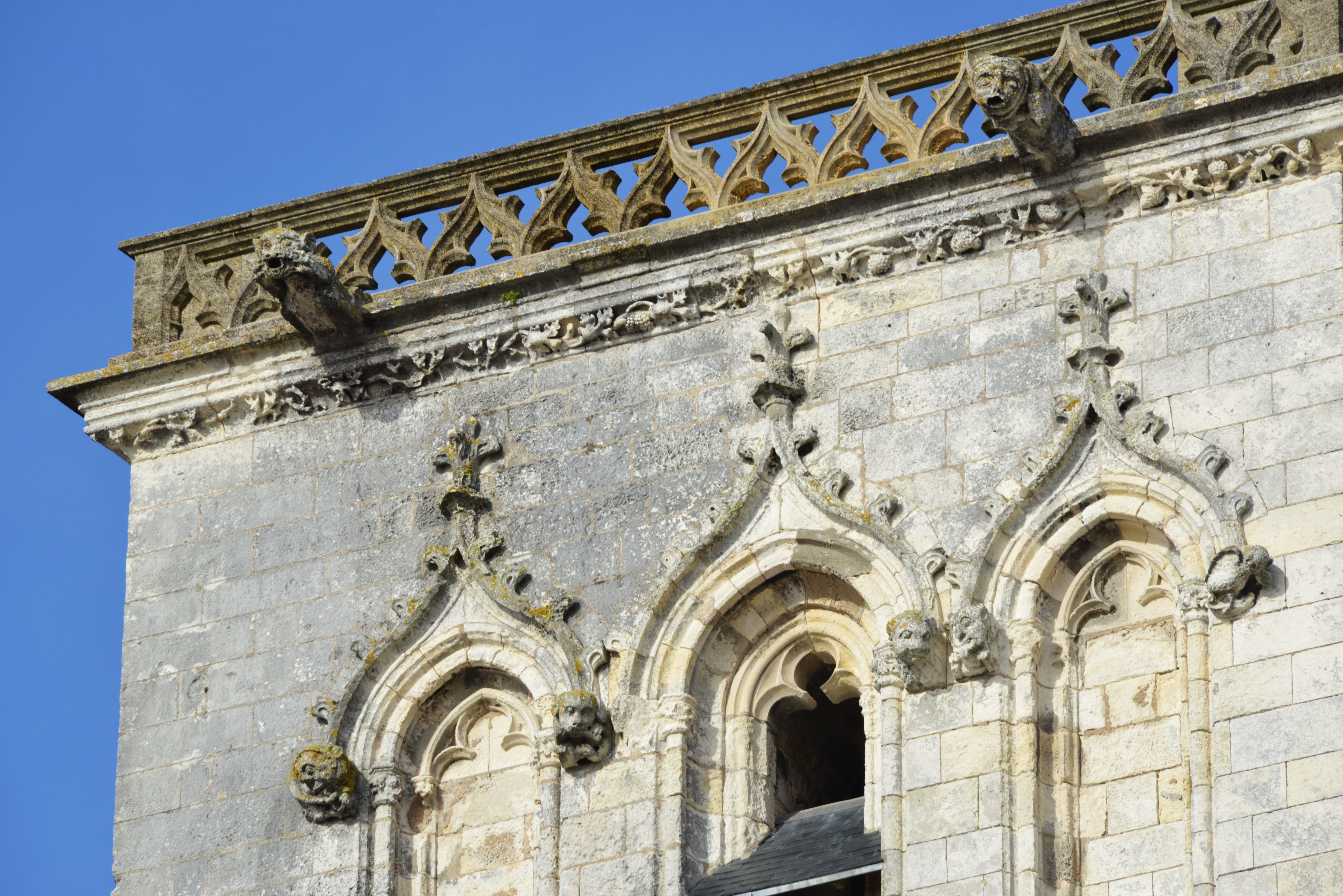
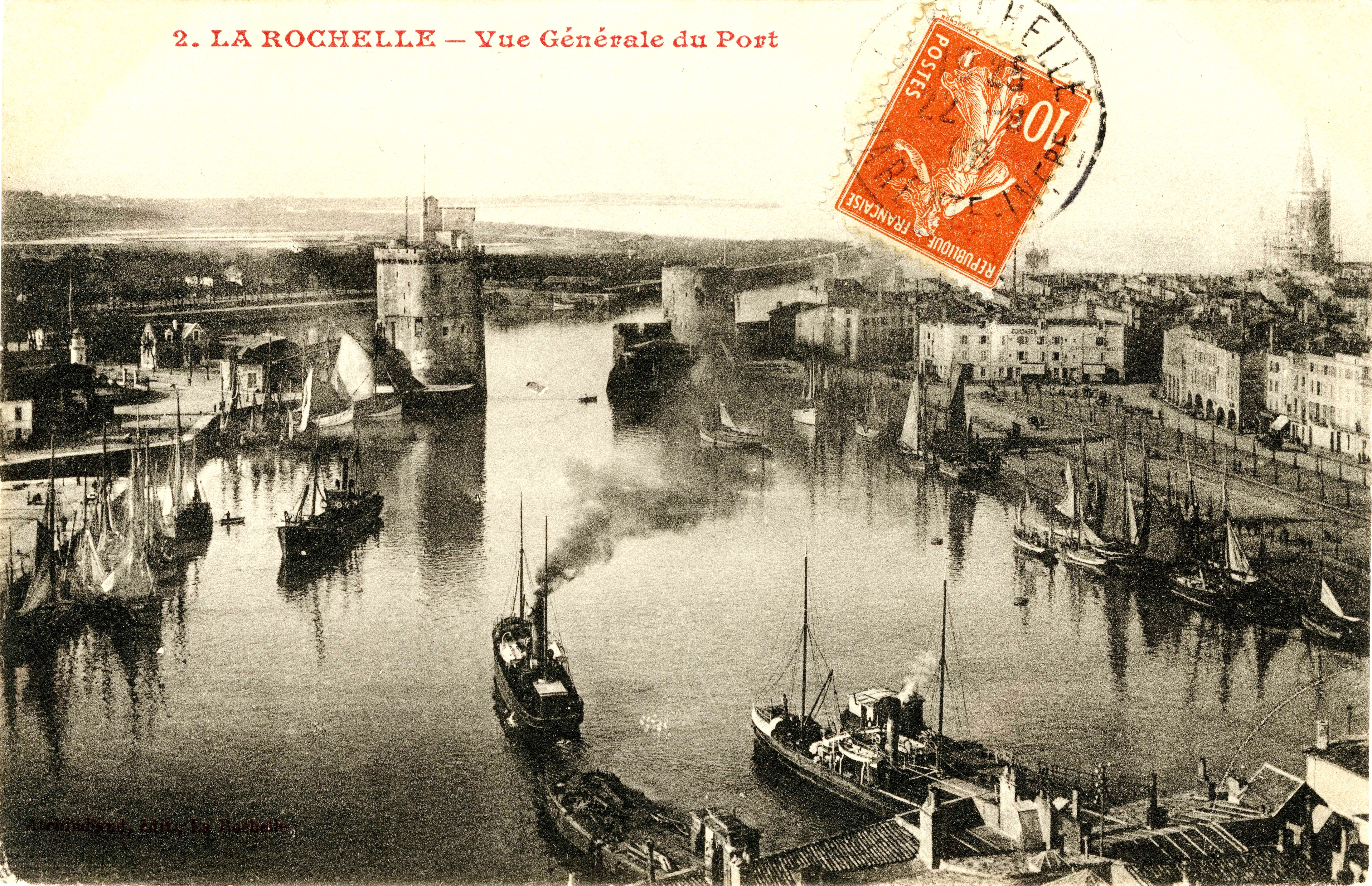
Vue depuis le clocher de Saint-Sauveur (avant 1908).
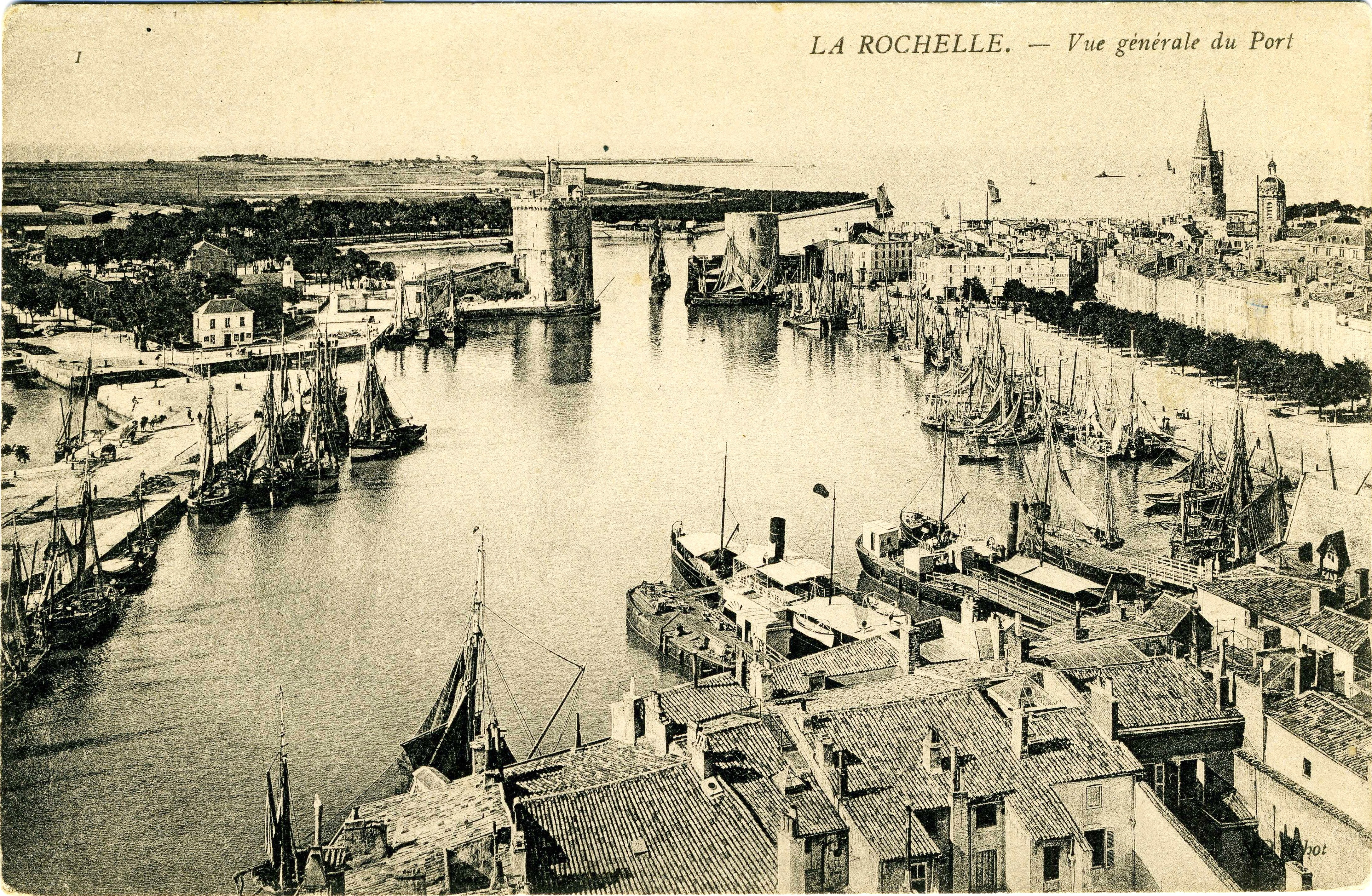
Vue générale du port de La Rochelle depuis le clocher de Saint-Sauveur.
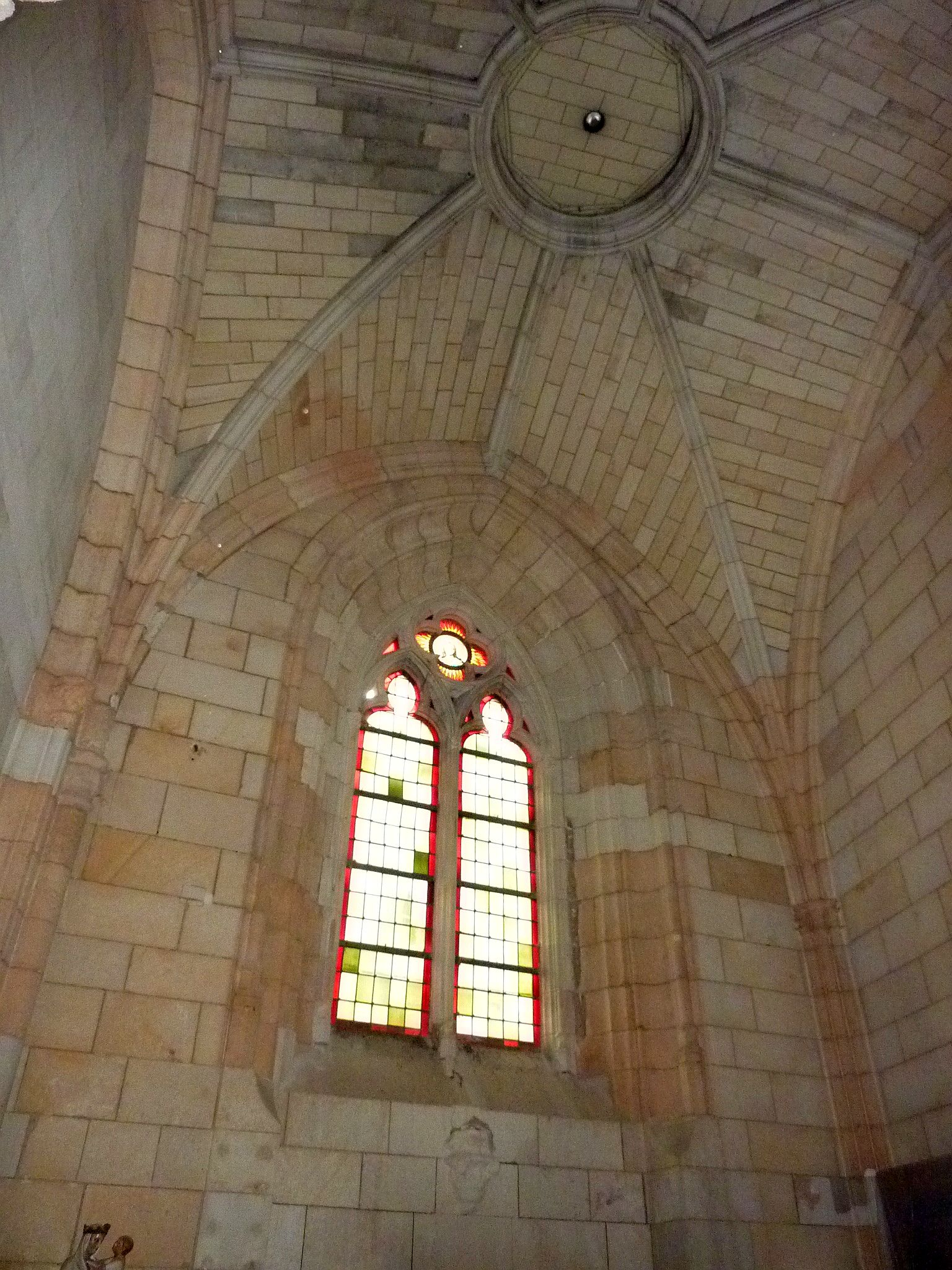
Intérieur du clocher.
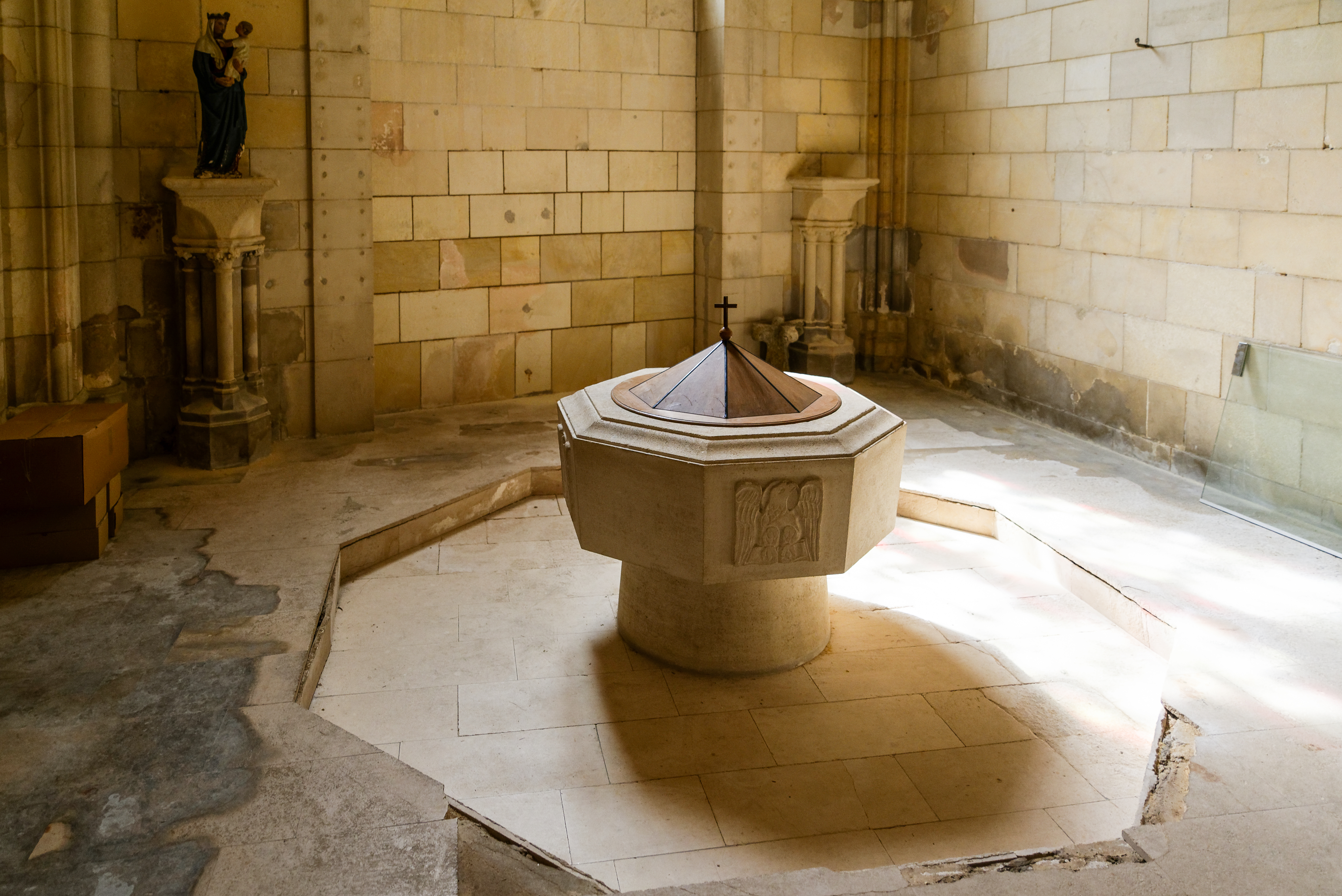
Fonts baptismaux à l'intérieur du clocher.

### Cloches
Le clocher abrite deux cloches.
L'une se nomme Gabrielle Paule, elle fut bénie le 28 juillet 1720 par l'abbé Daudigny, chanoine. Elle a pour parrain Suzanne Gabriel Donat, écuyer, fils de Jean Donat, conseillier, secrétaire du Roi, maison et couronne de France et de ses finances et de Paule Beraudin et pour marraine Marie de Chambault-fleury, fille de Chambault-fleury, marchand banquier, directeur de la compagnie de l'ile Saint-Jean et de Henriette Baudouin. Elle est actuellement la plus vieille cloche de la ville et est classé au titre d'objet, depuis le 5 décembre 1908. Elle mesure 1,40 m de diamètre.
La seconde se nomme Victoire Louise et provient de l'ancienne église paroissiale Saint-Nicolas, elle a été bénie le 10 novembre 1852 et fait 1,05 m de diamètre. Suivant l'inscription qu'elle porte, elle a été bénite par Clément Villecourt évêque de La Rochelle ; elle a pour parrain monsieur Charles Vincent Soulbieu fils et pour marraine mademoiselle Victoire Louise ... ; le curé de la paroisse se nommait Petit... Elle est transférée à l'église Saint-Sauveur en 1888, date de la désaffectation de l'église Saint-Nicolas.

### Sacristie

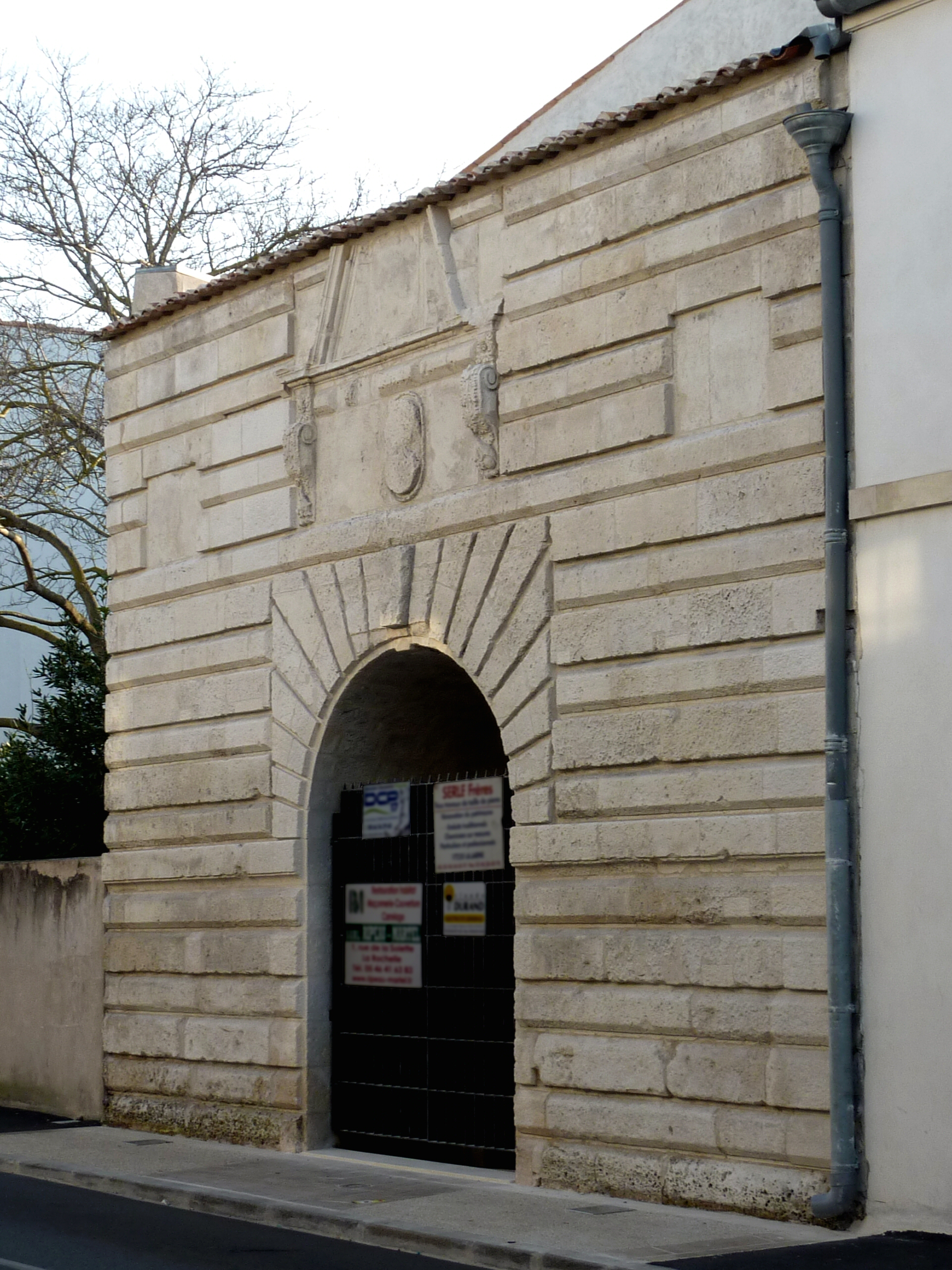
Intérieur de la nouvelle Porte Maubec, rue Saint-Louis. Enceinte protestante.

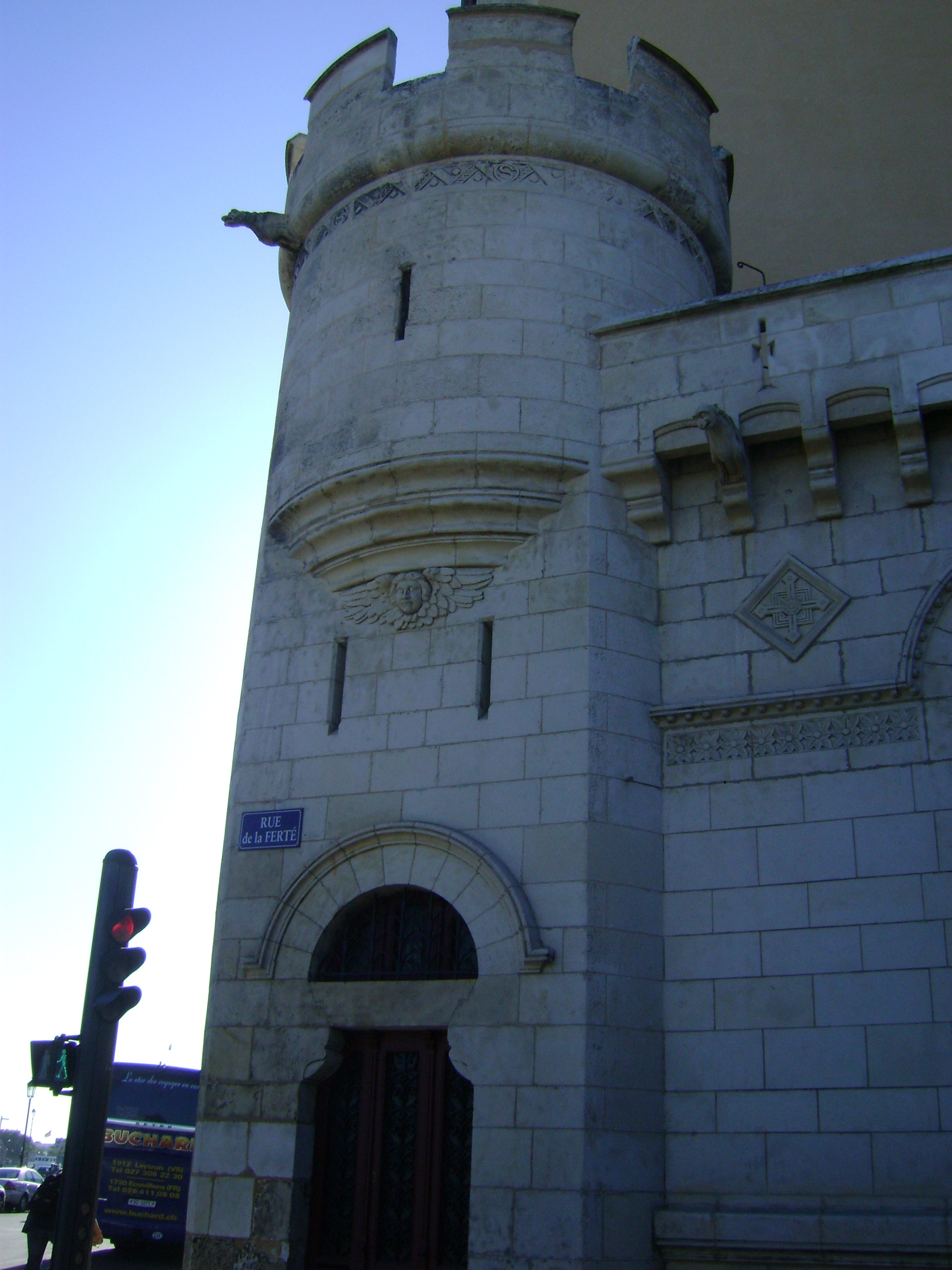
Tourelle de la sacristie.

#### Préambule: ancienne porte Maubec
La porte Maubec faisait partie de l'enceinte de Guillaume X, duc d'Aquitaine, qui, vers 1130, décida d'entourer de murs la ville de La Rochelle. Cette imposante porte fut sans doute percée lors de l'extension, au cours du XVe siècle, des fortifications vers le quartier Saint-Nicolas. Suivant des dessins de 1740,, la porte était proche de la physionomie de la porte de la grosse Horloge.
Elle subit le siège de 1573. Elle fut abandonnée au profit de la nouvelle enceinte "Protestante", autorisée par Henri IV pour englober la "prée Maubec" (entre 1590 et 1610). Vendue à des particuliers, elle fut rachetée par la paroisse Saint-Sauveur. C'est ainsi que le sommet de la porte, privé de ses créneaux, avait été converti en logements et en sacristie. L’historien Jaillot, le collaborateur du P. Arcère, curé de la paroisse, y vécut et y mourut en 1749. Une nouvelle porte Maubec fut percée dans la nouvelle enceinte en 1611 qui est encore de nos jours visible, rue Saint-Louis.

#### Restauration de la sacristie
En 1892, la ville adopte le projet de restaurer la sacristie. L’ancienne sacristie se situait au même emplacement qu’aujourd’hui, à la différence près qu’elle occupait une partie de l’ancienne porte Maubec. Ce bâtiment n’ayant subi aucun entretien tomba littéralement en ruine. La ville décida de démolir le bâtiment permettant d’agrandir la rue de la Ferté et de réaliser un nouveau bâtiment qui comprendrait la construction d’une tour et d’une façade en harmonie avec les fortifications pour rappeler l'ancienne porte. La tourelle de la sacristie possède une couverture en pierre.
La sacristie a été reconstruite dans le style néo-gothique,.

### Orgue de tribune

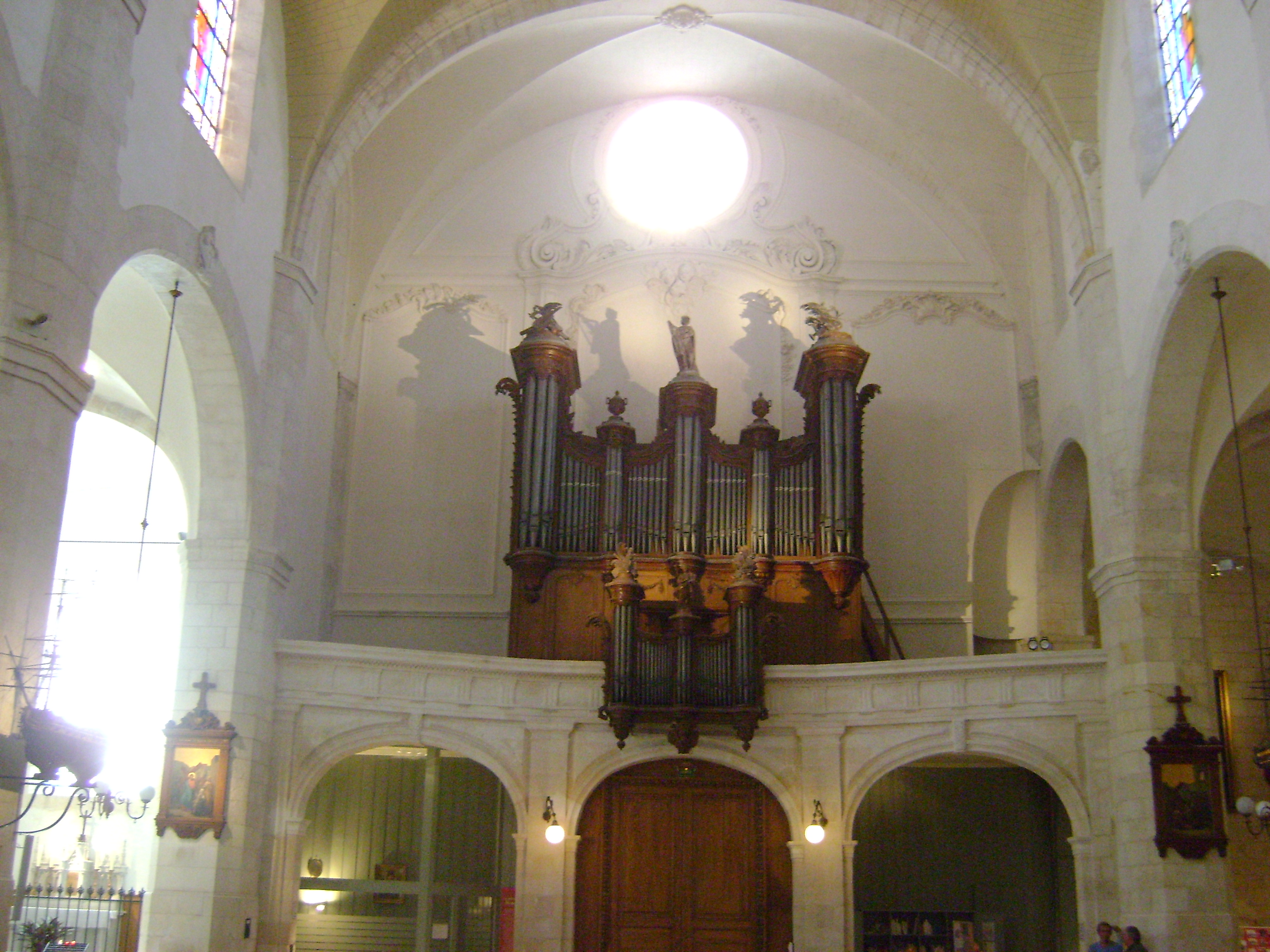
Vue générale de la tribune de l'orgue.

La présence d'un orgue est attestée depuis 1538 à Saint-Sauveur.

### Cimetière
Le cimetière de Saint-Sauveur se situait de l'autre côté de la rue de la Ferté.
En 1794, un scellé fut apposé sur les portes du cimetière. Tout comme les autres cimetières intramuros de La Rochelle, il fut transféré au cimetière municipal de Saint-Eloi, nouveau cimetière général de la commune.
Lorsque l’élargissement de la rue de la Ferté a été réalisé en 1891, le mur et la porte de l’ancien cimetière furent démontés. Les travaux mirent au jour des vestiges de tombes, d'un modèle à peu près uniforme. Quand le nouveau mur fut remonté à son emplacement actuel, on y inclut une pierre de taille sculptée, représentant des attributs funéraires, retrouvée lors des fouilles. La porte fut remonté à son emplacement actuel.

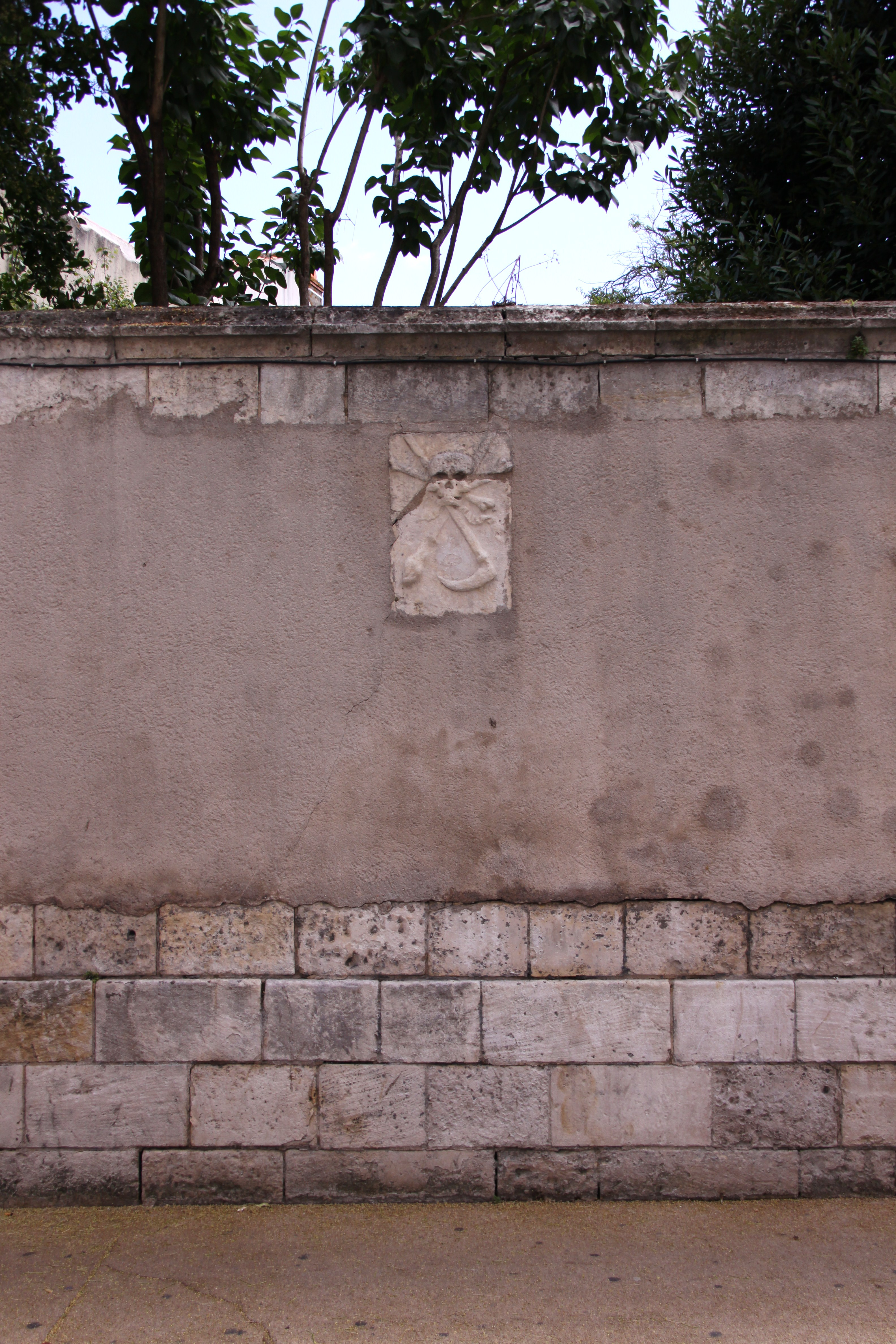
Le mur et la pierre tombale sculptée et scellée.
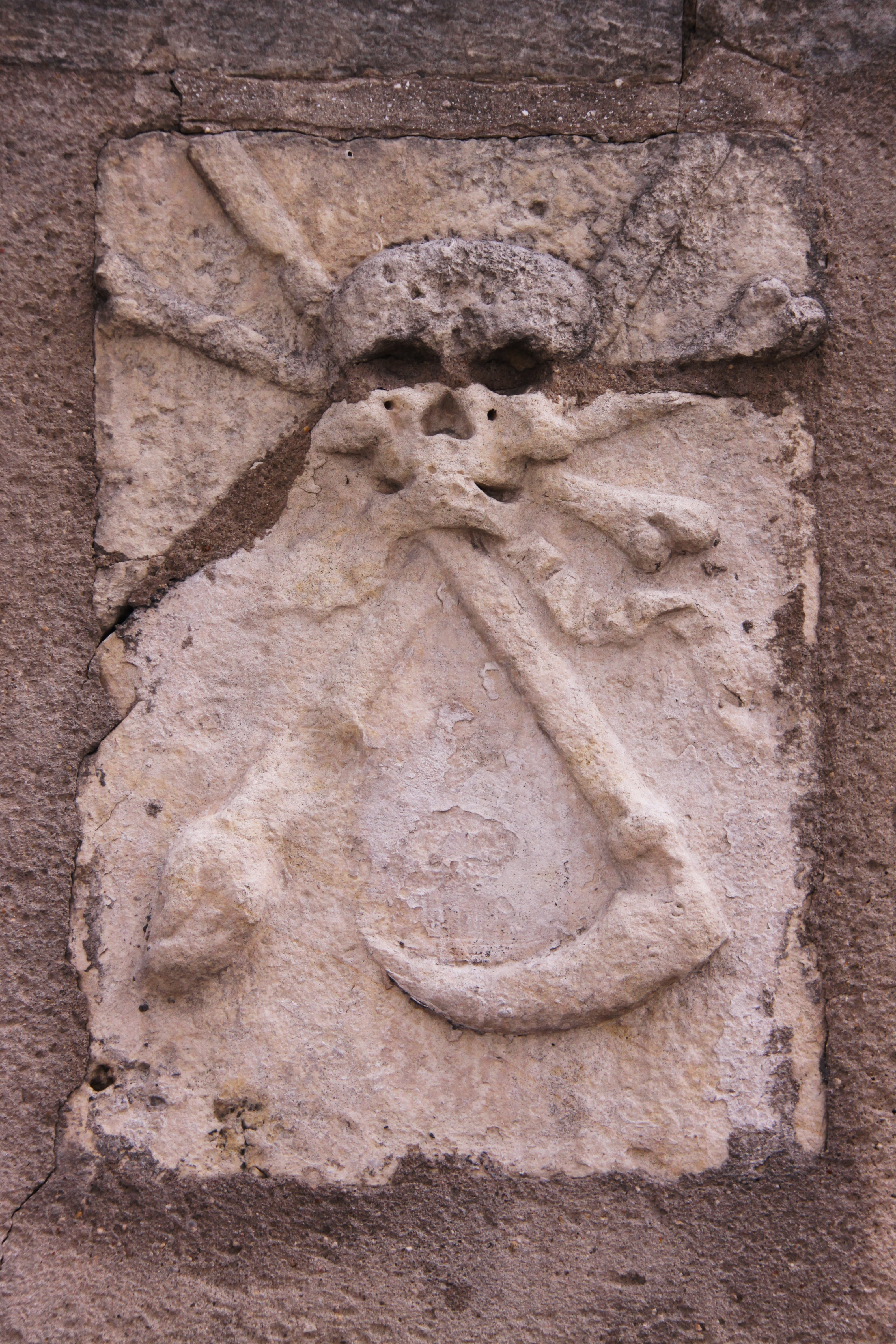
La pierre tombale découverte lors des travaux d'élargissement de la rue de la Ferté.
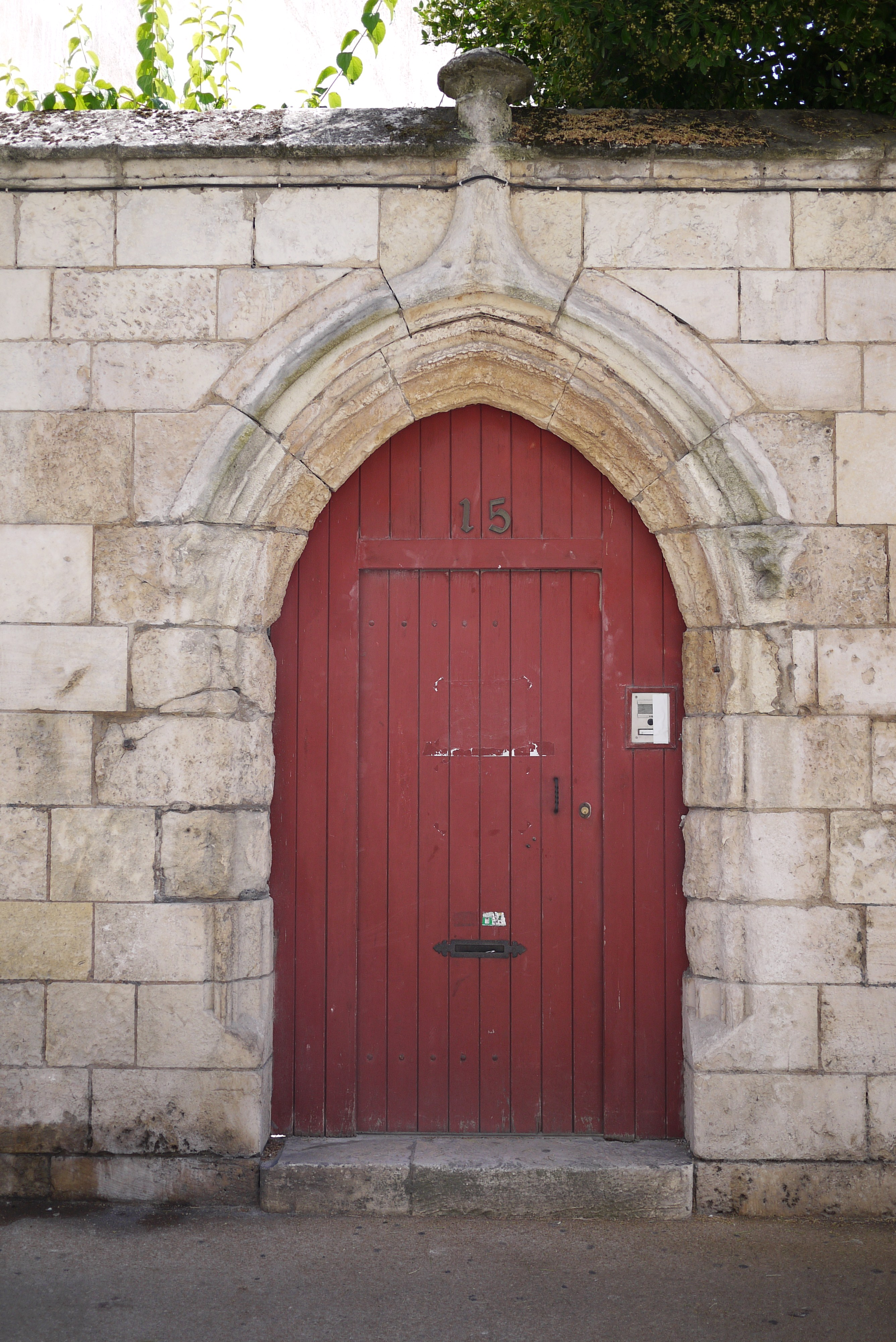
La porte donnant sur l'ancien cimetière de l'église Saint-Sauveur.

## L’église trait d'union avec l’Amérique

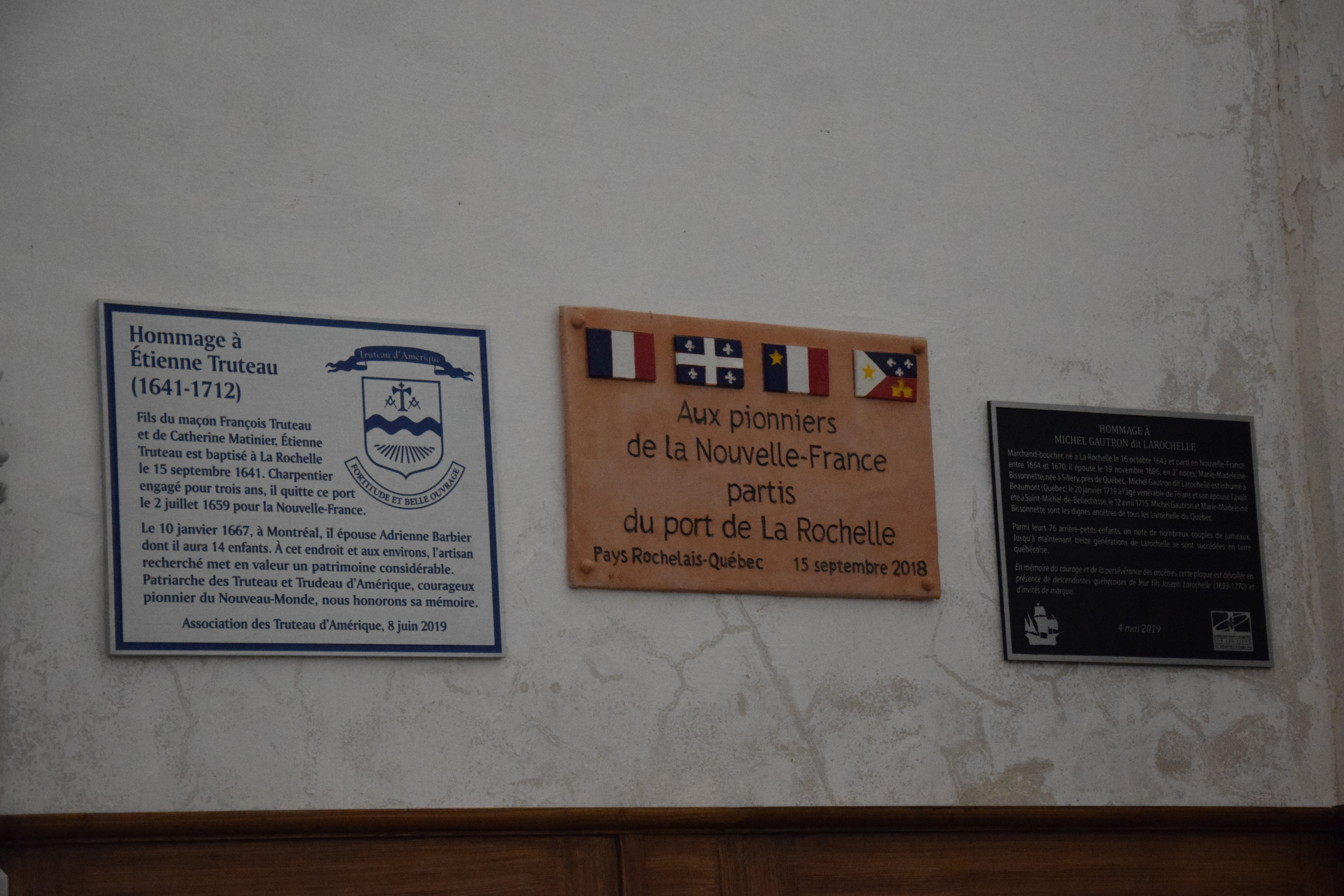
Mémorial à la Nouvelle-France.

L'église Saint-Sauveur fut le lieu de recueillement privilégié des migrants à destination de la Nouvelle-France, dont la capitale était Québec. De nombreux futurs colons y furent baptisés ou s'y marièrent. Saint-Sauveur possède aujourd’hui, dans sa nef sud, un autel dédié aux échanges entre La Rochelle et la Nouvelle-France, et tout particulièrement le Canada.

## Galerie de photos

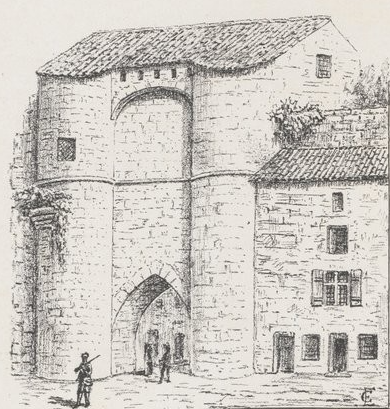
Ancienne porte Maubec, dans La Rochelle disparue.
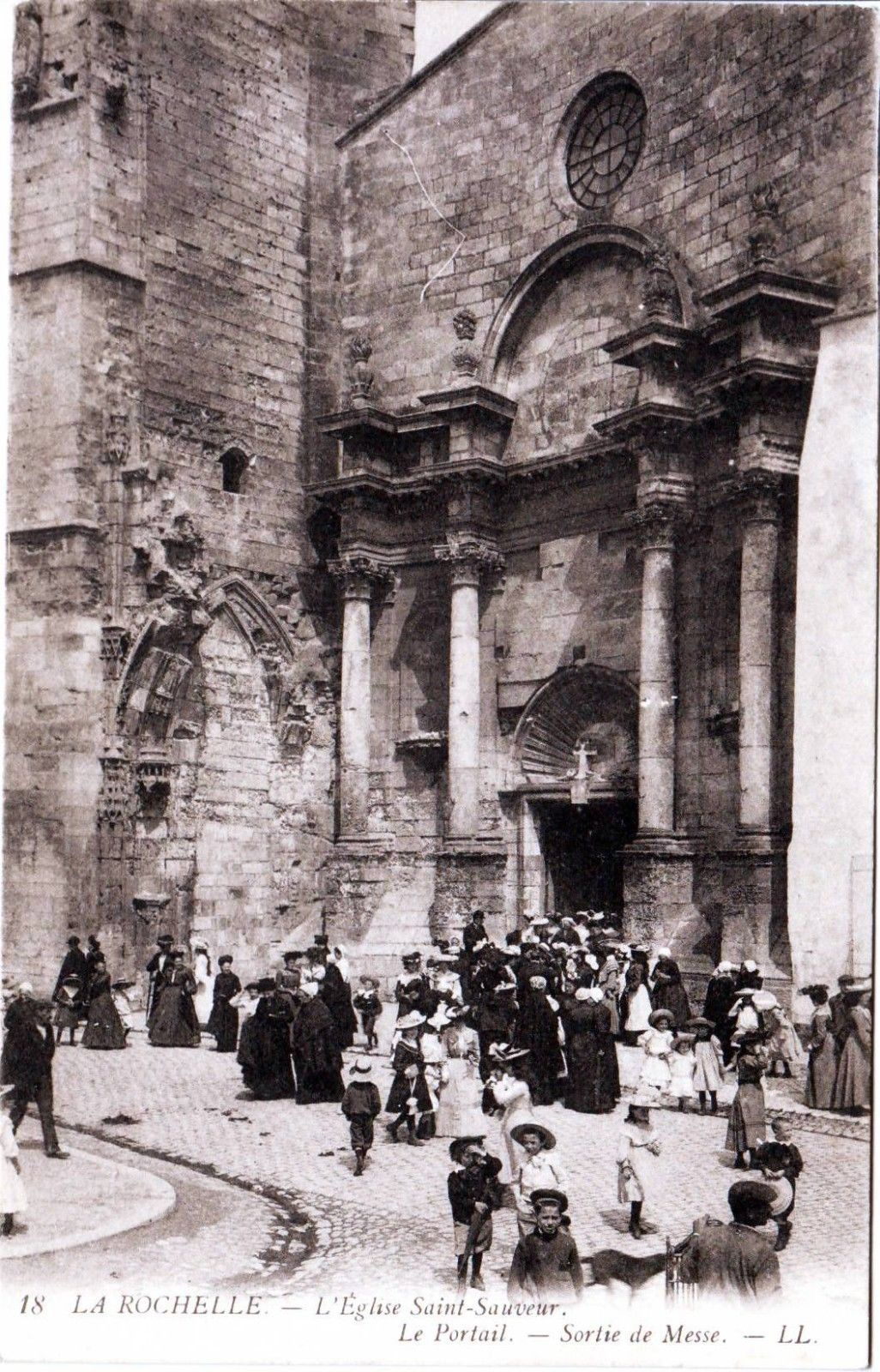
Sortie de messe à Saint-Sauveur vers 1905.
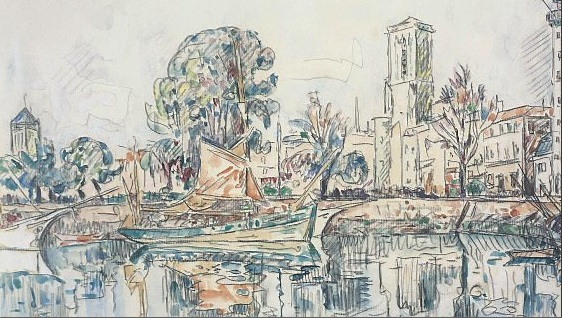
Paul Signac (1863–1935), vue depuis le bassin des yachts du Vieux-Port, 1926.
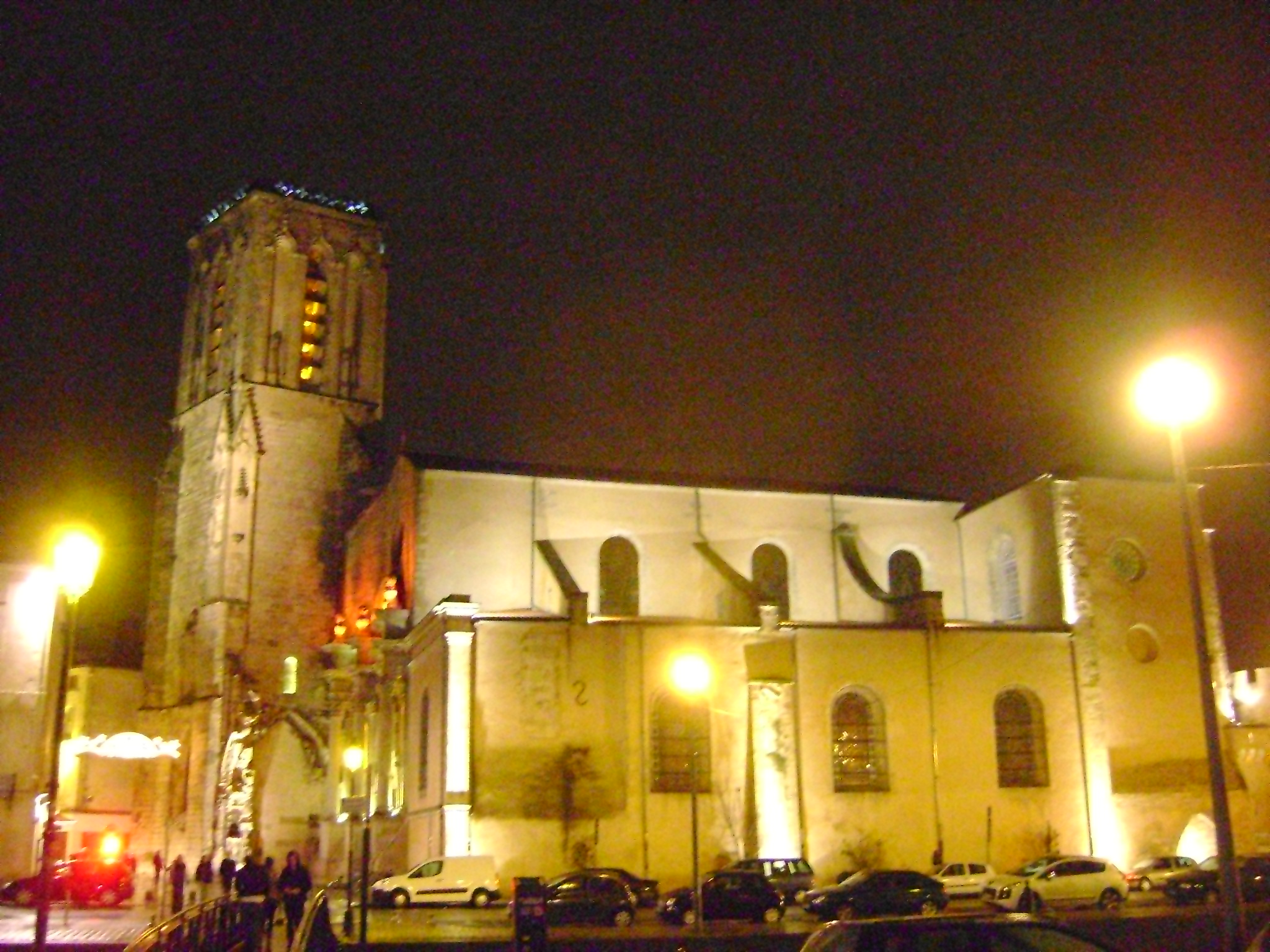
Église Saint-Sauveur. Vue générale de nuit, décembre 2011.
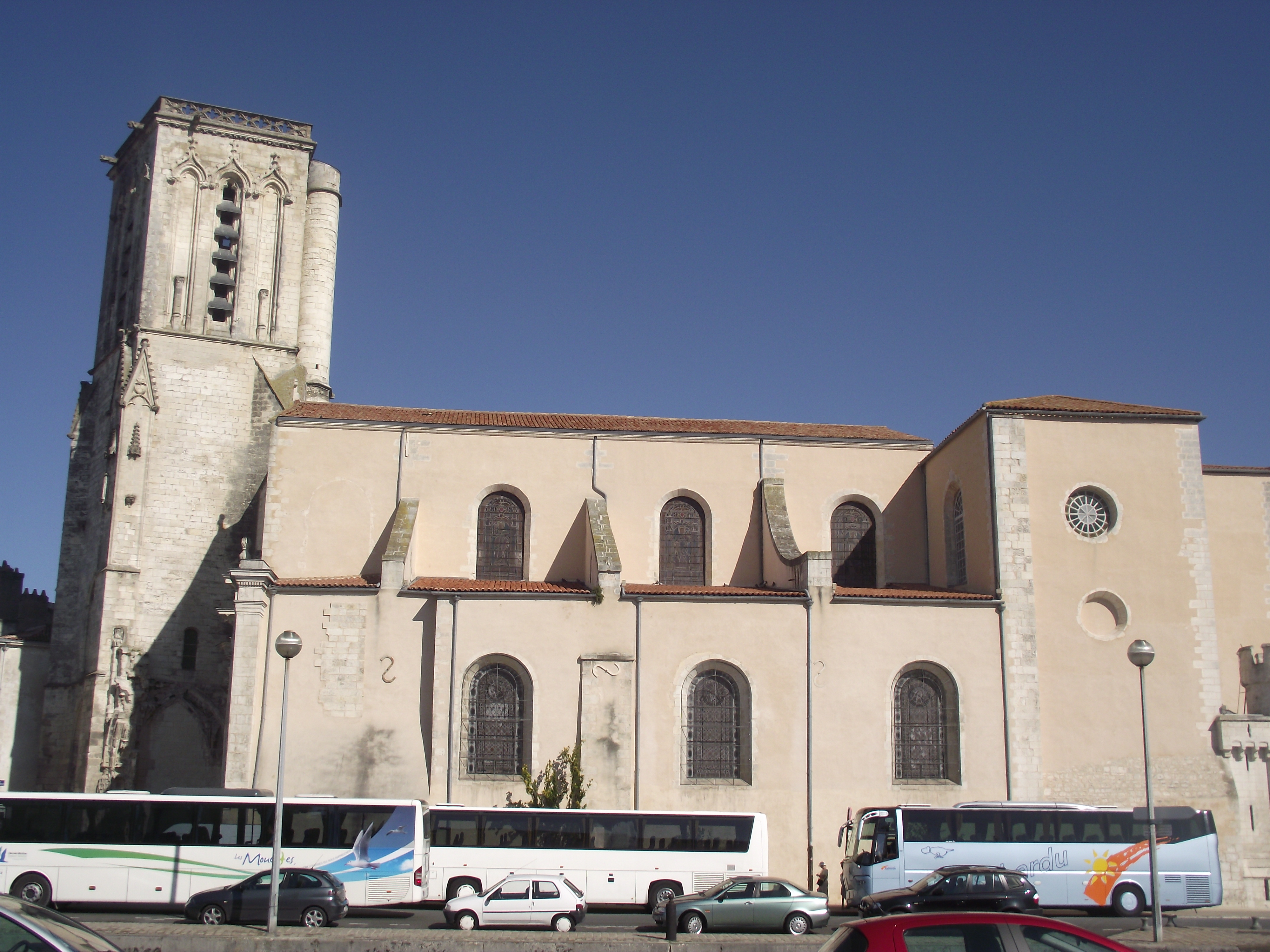
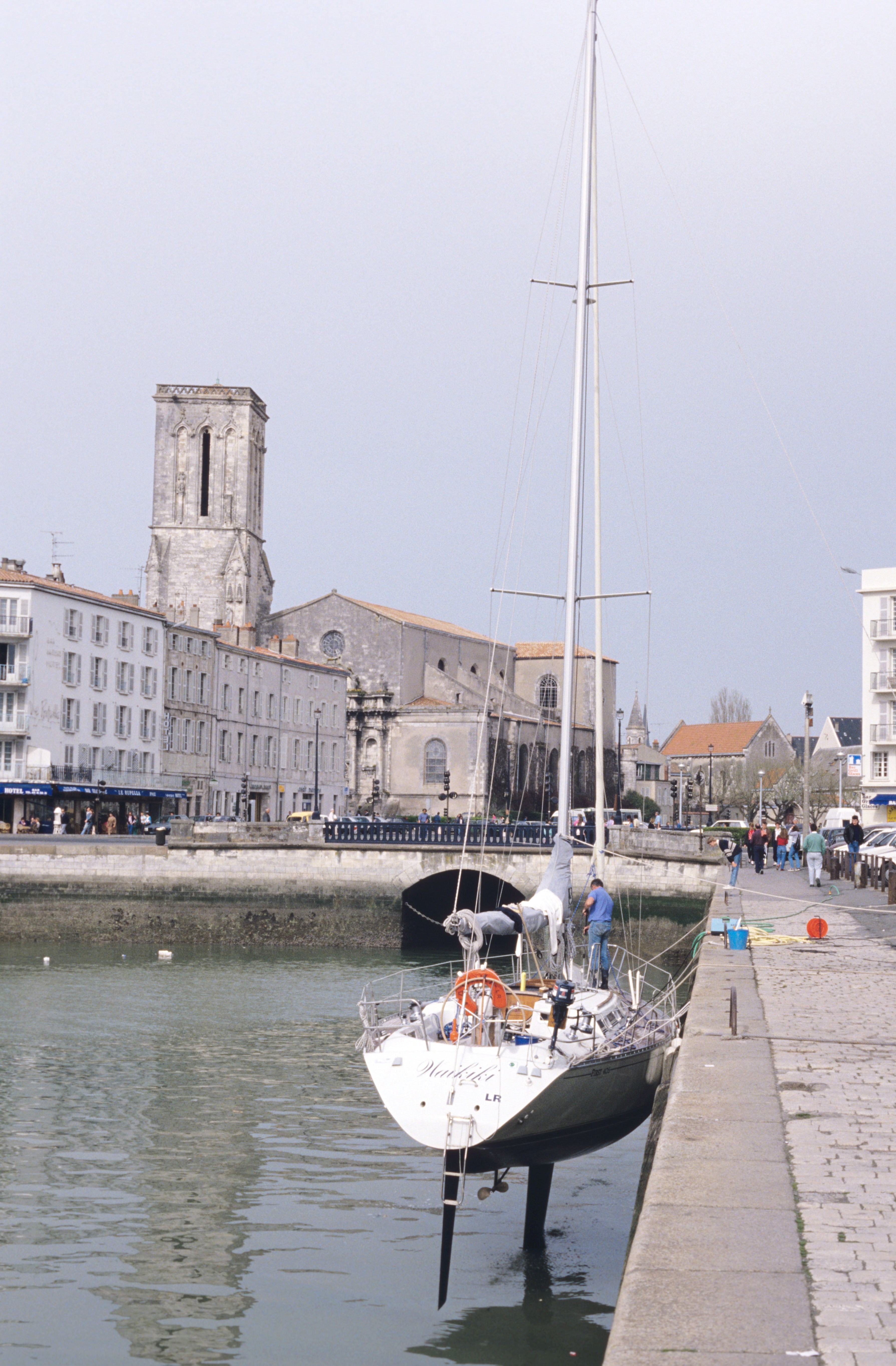
Vue générale, mars 1989.
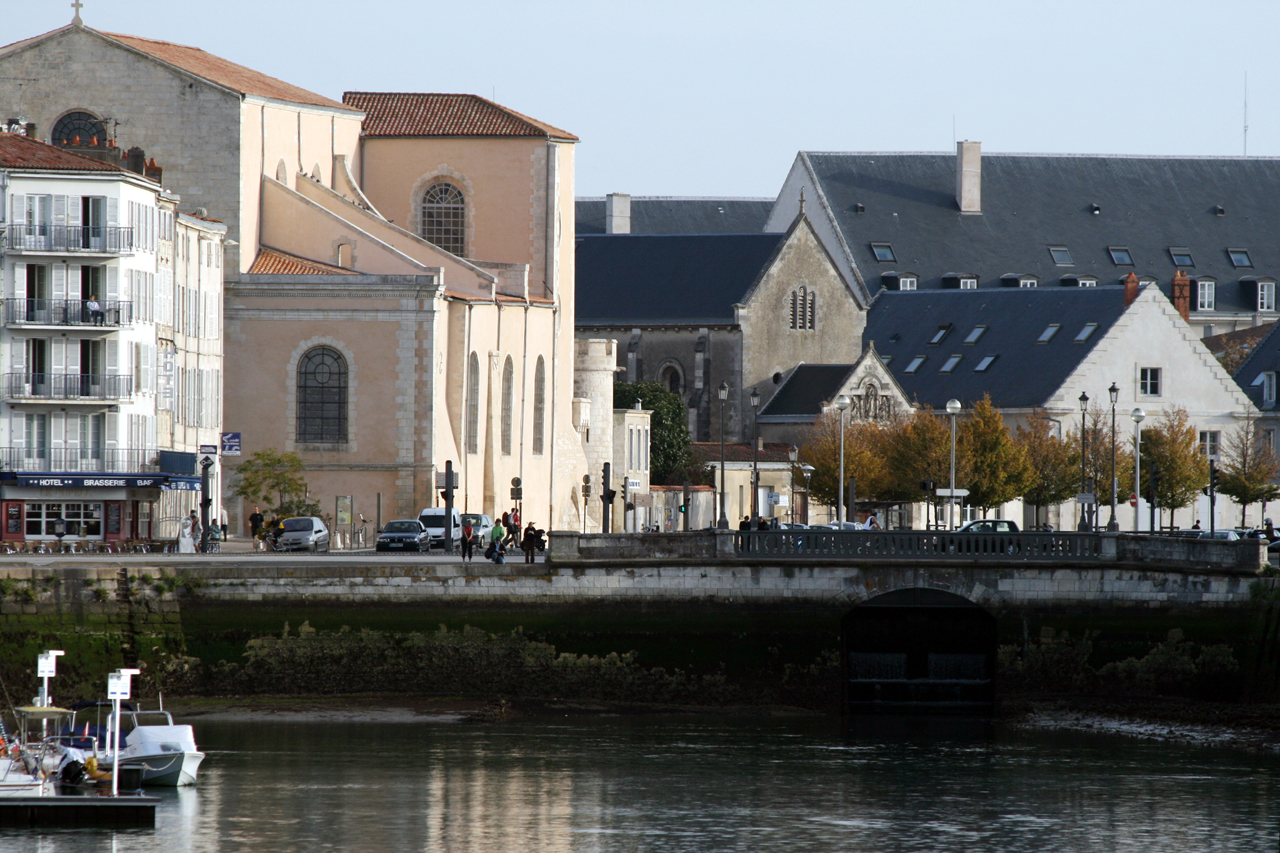
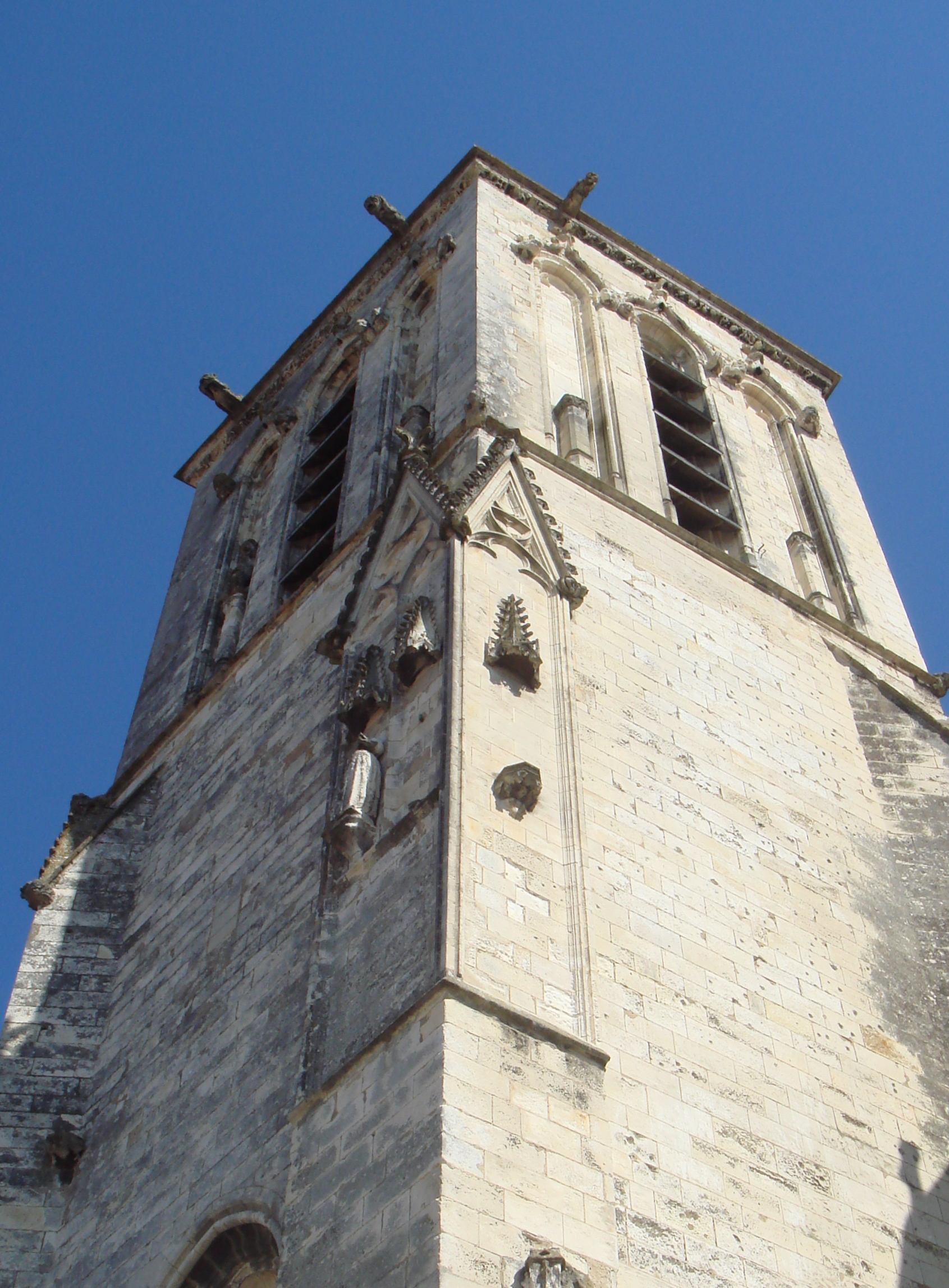
Clocher de l'église.
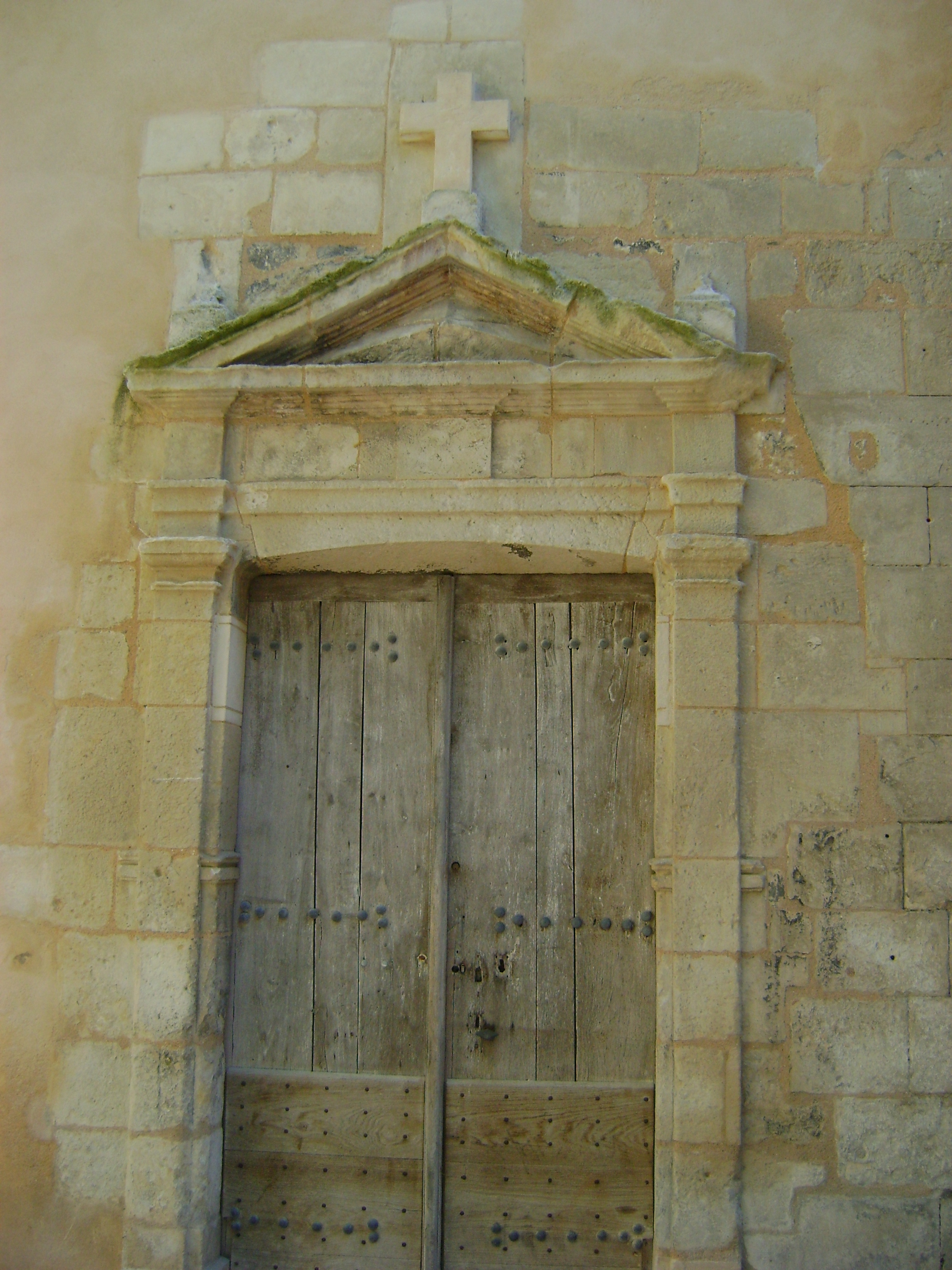
Porte de l'église donnant sur la rue Moureilles. Sans doute un reste de l'église du XVe siècle.